# Let's天才てれびくん
Let's天才てれびくん（レッツてんさいてれびくん）は、2014年3月31日から2017年3月30日までNHK Eテレで放送されていたテレビ番組。

## 概要
『天才てれびくん』のテレビ番組第5作、第11代総合司会、放送開始22年目から24年目のシリーズにあたる。
舞台設定は第5やたがらす丸。番組の対象年齢は小学生。
初回の2014年3月31日は選抜高校野球の放送延長のため、45分遅れの19時05分に放送開始。番組表上は2017年3月9日が最終回、翌週から3週間は再放送。
番組では「烈」を『Let's』の漢字表記としており、第5やたがらす丸コクピットの暖簾に3年間表示。また、異次元獣編の生放送会場には「烈天才てれびくん」の看板が登場している。

## 番組情報

### 基礎情報
- 放送局：NHK Eテレ
- 放送期間：2014年3月31日 - 2017年3月30日
- 放送時間
月曜 - 水曜 18:20 - 18:45（25分）
木曜 - 木曜 18:20 - 18:54（34分）
- 放送回数：399回（本放送）
各年度33週と2015年の「紅白特別編」3回
- 舞台設定：第5やたがらす丸
- 総合司会：大野拓朗、虎南有香
- メインナレーション：三木眞一郎

### 詳細情報
- Let'sストーリー
- Let'sミッション
- 茶の間戦士訓練
- 木曜生放送
- 番組出演者
- 音楽
- スタッフ
- イベント

### 関連番組
天てれ第2部
- 東京特許許可局
- 超爆裂異次元メンコバトル ギガントシューター つかさ
- くつだる。
- 念力家族
- おまかせ!みらくるキャット団
- どちゃもん じゅにあ
- 探偵チームKZ事件ノート
- ねこねこ日本史

派生番組
- どちゃもん あさめしまえ

### 国際放送
英語名は『Let's Whiz-Kids TV』。
| 地域             | チャンネル              | 開始時刻                                                         | 標準時   | 脚注    |
| ---------------- | ----------------------- | ---------------------------------------------------------------- | -------- | ------- |
| アメリカ・カナダ | テレビジャパン          | 月曜 - 木曜 17:55                                                | 北米東部 | [ * 1 ] |
| ヨーロッパ・中東 | JSTV1                   | 火曜 - 金曜 16:55 ※2014年度 ※2015年度火曜 - 金曜 17:00 ※2016年度 | イギリス | [ * 2 ] |
| 上記以外の地域   | NHKワールド・プレミアム | 火曜 - 金曜 18:25                                                | 日本時間 | [ * 3 ] |

## スタッフ
- 構成 - 上田誠
- 脚本 - 上田誠、小林英造、西垣匡基、内田わくわく、萩原恵礼、金子二郎、福田卓郎、高橋聡之、渡辺謙作、向田邦彦、佐東みどり、冨坂友
- 音楽 - 福岡ユタカ
- 美術 - 小澤正行、多田至
- アートディレクション - 神風動画
- 技術 - 安村達治、熊谷年啓
- 映像技術 - 八木淳
- 音声 - 村山巧
- 音響効果 - 磯田正文
- 衣装デザイン - 広瀬水音
- バーチャルCG - 齊藤宜之
- VFX - 古沢高明
- ディレクター - 財津宏一、岸本伸介、近藤有、平井正孝、所雅俊、小林温志、劉揚帆、井川精一、林弘殻、竹村大輔、神山啓司、平井雅仁、田中経一、淋代壮樹、鈴木彩美、吉田享史、佐藤香奈子、近藤創、近藤雅之、田中健一郎、本田浩、谷花菜子、西山義和、神谷友輔、村上貴英
- 制作統括 - 坂田淳、石川昌孝、山田淳、松本憲治、三好健太郎、小沢倫太郎、中澤俊哉
- 制作協力 - アマゾンラテルナ
- 制作 - NHKエデュケーショナル
- 制作・著作 - NHK
- NHK制作担当 - 青少年・教育番組部

## 音楽
| 年度 | 主題歌                | 挿入歌             |
| ---- | --------------------- | ------------------ |
| 2014 | にっぽん・なんばあず  |                    |
| 2015 | めしどき むしゃりずむ | 進め!てれび戦士    |
| 2016 | たりないドアー        | キスミーきれいみー |

### Let's天才てれびくんオープニングテーマ
共通情報
- 歌：木津茂理・福岡ユタカ・福岡奏
- 作曲・編曲：福岡ユタカ
- 放送尺：18秒
- 出典：[14]

曲名
- 2014年度「Let's天才てれびくんオープニングテーマ2014」
- 2015年度「Let's天才てれびくんオープニングテーマ2015」
- 2016年度「Let's天才てれびくんオープニングテーマ2016」

音楽商品
- 2017年05月17日『NHK Let's天才てれびくん サウンドトラック』

### にっぽん・なんばあず
2014年度メインテーマ、エンディングテーマ。
にっぽん・なんばあず
- 作詞・作曲・編曲：石野卓球
- 放送尺：1分28秒

#### 住岡梨奈
- 歌：住岡梨奈
- 初回放送日
  - 2014年03月31日 - ジョンテ・モーニング 単独
  - 2014年04月21日 - 住岡梨奈顔出し
- 音楽商品
  - 2014年09月17日「マイフレンド/ぼくらの歩む道」
  - 2017年05月17日『NHK Let's天才てれびくん サウンドトラック』

#### 住岡梨奈+てれび戦士
- 歌：住岡梨奈+てれび戦士
- 初回放送日
  - 2014年05月05日 - 男子てれび戦士
  - 2014年05月19日 - 女子てれび戦士

#### てれび戦士2014
- 歌：てれび戦士2014
- 初回放送日
  - 2014年06月30日 - 通常版
  - 2014年07月21日 - 茶の間戦士諸君もダンスをおぼえよう
- 音楽商品
  - 2017年05月17日『NHK Let's天才てれびくん サウンドトラック』
  - 2017年05月17日『Let's天才てれびくん サウンドトラック ボーカル・セレクション』

### めしどき むしゃりずむ
2015年度メインテーマ、エンディングテーマ。
めしどき むしゃりずむ
- 歌：てれび戦士2015
- 作詞：上野茂都
- 作曲・編曲：上野耕路
- 放送尺：1分28秒
- 初回放送日
  - 2015年03月30日 - ジョンテ・モーニング 単独
  - 2015年05月04日 - てれび戦士1
  - 2015年09月02日 - てれび戦士2
  - 2015年11月11日 - 大野拓朗、虎南有香 追加
  - 2016年01月13日 - 蝶野正洋、オリエンタルラジオ 追加
  - 2016年02月24日 - 超次元帝国清掃課 追加

音楽商品
- 2017年05月17日『NHK Let's天才てれびくん サウンドトラック』
- 2017年05月17日『Let's天才てれびくん サウンドトラック ボーカル・セレクション』

### 進め!てれび戦士
2015年度挿入歌。
進め!てれび戦士
- 歌：てれび戦士2015
- 作詞：ITAISEN文芸部
- 作曲・編曲：福岡ユタカ
- 出典：[15]

音楽商品
- 2017年05月17日『NHK Let's天才てれびくん サウンドトラック』
- 2017年05月17日『Let's天才てれびくん サウンドトラック ボーカル・セレクション』

### たりないドアー
2016年度メインテーマ、エンディングテーマ。
たりないドアー
- 歌：てれび戦士2016
- 作詞：サエキけんぞう
- 作曲・編曲：窪田晴男
- 演奏：パール兄弟
- 放送尺：1分28秒
- 初回放送日
  - 2016年04月04日 - ジョンテ・モーニング 単独
  - 2016年05月09日 - てれび戦士1
  - 2016年09月14日 - てれび戦士2
  - 2016年11月14日 - てれび戦士&ITAISEN
- 出典：[16][17]

音楽商品
- 2017年05月17日『NHK Let's天才てれびくん サウンドトラック』
- 2017年05月17日『Let's天才てれびくん サウンドトラック ボーカル・セレクション』

### キスミーきれいみー
2016年度挿入歌、エンディングテーマ。
キスミーきれいみー
- 歌：ぱぺらぴ子ちゃん（浜崎容子）
- 作詞：松永天馬
- 作曲：おおくぼけい
- 編曲：アーバンギャルド[18]
- 振付：朝日太一
- 放送尺：1分35秒
- 初回放送日
  - 2016年10月10日 - ぱぺらぴ子ちゃん 単独
  - 2016年10月17日 - 超次元帝国清掃課 追加

シングル
- 規格：音楽配信
- 発売日：2017年2月8日
- レーベル：NHK/NED

アルバム
- 2017年05月17日『NHK Let's天才てれびくん サウンドトラック』
- 2017年05月17日『Let's天才てれびくん サウンドトラック ボーカル・セレクション』

### CDアルバム
NHK Let's天才てれびくん サウンドトラック
NHK Eテレのテレビ番組『Let's天才てれびくん』『どちゃもんじゅにあ』の楽曲を収録したサウンドトラック、ベスト・アルバム。
- 規格：12cmCD
- 発売日：2017年5月17日
- 税抜価格：2000円
- 収録曲数：40曲
- 収録時間：64分02秒
- 企画・制作：NHKエデュケーショナル
- 発売元：ポニーキャニオン
- 規格品番：PCCG.01600
- EANコード：JAN 4988013289192

| #   | タイトル                                      | 作詞 | 作曲・編曲 | アーティスト                 | 時間 |
| --- | --------------------------------------------- | ---- | ---------- | ---------------------------- | ---- |
| 1.  | 「Let's天才てれびくんオープニングテーマ2014」 |      |            | 木津茂理・福岡ユタカ・福岡奏 | 0:21 |
| 2.  | 「Let's天才てれびくんオープニングテーマ2015」 |      |            | 木津茂理・福岡ユタカ・福岡奏 | 0:23 |
| 3.  | 「Let's天才てれびくんオープニングテーマ2016」 |      |            | 木津茂理・福岡ユタカ・福岡奏 | 0:23 |
| 4.  | 「我らが活動の軌跡」                          |      |            |                              | 0:25 |
| 5.  | 「時空関係を調整せよ」                        |      |            |                              | 1:26 |
| 6.  | 「未来人あらわる」                            |      |            |                              | 1:04 |
| 7.  | 「異対セン装備開発課」                        |      |            |                              | 1:44 |
| 8.  | 「茶の間戦士訓練開始」                        |      |            |                              | 1:57 |
| 9.  | 「やんごとなき麿長官」                        |      |            |                              | 1:31 |
| 10. | 「進め!てれび戦士」                           |      |            |                              | 1:26 |
| 11. | 「考えろ!てれび戦士」                         |      |            |                              | 2:04 |
| 12. | 「行くぞ!てれび戦士」                         |      |            |                              | 1:41 |
| 13. | 「オモイデ界に赴かん」                        |      |            |                              | 0:21 |
| 14. | 「進め!てれび戦士」                           |      |            | てれび戦士2015               | 3:52 |
| 15. | 「我らが進む道」                              |      |            |                              | 0:19 |
| 16. | 「どちゃもん発見!」                           |      |            |                              | 0:06 |
| 17. | 「愛すべきどちゃもん」                        |      |            |                              | 1:46 |
| 18. | 「どちゃもんの巣を探れ」                      |      |            |                              | 2:03 |
| 19. | 「どちゃもんとの戦いA」                       |      |            |                              | 2:25 |
| 20. | 「どちゃもんとの戦いB」                       |      |            |                              | 2:40 |
| 21. | 「どちゃもんとの戦いC」                       |      |            |                              | 1:52 |
| 22. | 「どちゃもんとの戦いD」                       |      |            |                              | 1:44 |
| 23. | 「異次元獣侵入」                              |      |            |                              | 3:45 |
| 24. | 「新型異次元獣」                              |      |            |                              | 1:56 |
| 25. | 「超次元帝国清掃課」                          |      |            |                              | 1:32 |
| 26. | 「忍び寄る清掃課」                            |      |            |                              | 1:21 |
| 27. | 「偉大なる超次元帝国清掃課」                  |      |            |                              | 1:34 |
| 28. | 「キスミーきれいみー」                        |      |            | ぱぺらぴ子ちゃん（浜崎容子） | 1:34 |
| 29. | 「軋轢」                                      |      |            |                              | 1:10 |
| 30. | 「世はすべて事もなし?」                       |      |            |                              | 1:16 |
| 31. | 「コチリトラーロボと戦え!」                   |      |            |                              | 2:37 |
| 32. | 「コチリトラーを突き放せ!」                   |      |            |                              | 1:45 |
| 33. | 「コチリトラーに追いつけ!」                   |      |            |                              | 2:57 |
| 34. | 「らちゃるら どちゃもん じゅにあ!!」          |      |            | ちゅちゅり（柚木涼香）       | 2:51 |
| 35. | 「おそろいの今日」                            |      |            | しろ（下和田ヒロキ）         | 1:40 |
| 36. | 「にっぽん・なんばあず」                      |      |            | 住岡梨奈                     | 1:31 |
| 37. | 「にっぽん・なんばあず」                      |      |            | てれび戦士2014               | 1:31 |
| 38. | 「めしどき むしゃりずむ」                     |      |            | てれび戦士2015               | 1:32 |
| 39. | 「たりないドアー」                            |      |            | てれび戦士2016               | 1:30 |
| 40. | 「ミッション成功!」                           |      |            |                              | 0:06 |

### 配信アルバム
Let's天才てれびくん サウンドトラック ボーカル・セレクション
NHK Eテレのテレビ番組『Let's天才てれびくん』『どちゃもんじゅにあ』の楽曲を収録した音楽配信アルバム。
- 規格：音楽配信
- 発売日：2017年5月17日
- 収録曲数：7曲
- 収録時間：14分34秒
- レーベル：NHK/NED

| #  | タイトル                             | 作詞 | 作曲・編曲 | アーティスト                 | 時間 |
| -- | ------------------------------------ | ---- | ---------- | ---------------------------- | ---- |
| 1. | 「進め!てれび戦士」                  |      |            | てれび戦士2015               | 3:52 |
| 2. | 「キスミーきれいみー」               |      |            | ぱぺらぴ子ちゃん（浜崎容子） | 1:34 |
| 3. | 「らちゃるら どちゃもん じゅにあ!!」 |      |            | ちゅちゅり（柚木涼香）       | 2:51 |
| 4. | 「おそろいの今日」                   |      |            | しろ（下和田ヒロキ）         | 1:40 |
| 5. | 「にっぽん・なんばあず」             |      |            | てれび戦士2014               | 1:31 |
| 6. | 「めしどき むしゃりずむ」            |      |            | てれび戦士2015               | 1:32 |
| 7. | 「たりないドアー」                   |      |            | てれび戦士2016               | 1:30 |

## Let'sストーリー

### あらすじ
2014年度
西暦2114年の地球から異次元空間に捨てられた廃棄物が「異次元獣」と呼ばれる怪獣に変貌し、2014年の地球に怪奇現象をもたらしながら接近していく。地球への異次元獣侵入を防ぐ為、2114年の人類は「国立異次元獣対策センター」を設立。センター内の時空関係調整課に所属する大野拓朗課長は2014年のNHK放送センターに行き、新てれび戦士発表記者会見に乱入すると出席していたてれび戦士を「戦士」という単語だけでスカウトする。てれび戦士たちは唯一異次元獣と戦える精霊「どちゃもん」を求め、タイムシップ「第5やたがらす丸」で日本各地を旅し、多くのどちゃもんを仲間にして、地球へ侵入してきた6体の異次元獣を撃退したのであった。
2015年度
異次元獣との戦いが始まってから1年。西暦2015年に滞在中の第5やたがらす丸で異次元獣と戦ったどちゃもん達を呼んでの慰労パーティーが盛大に行われた。しかし閉会後、徳島どちゃもん・かさぽんたすが欠席していたことを知り、一同が通信を取ってみると、かさぽんたすは慌てふためいている様子。そこで徳島県へ急行してみるが、発見したかさぽんたすは罠に引っかかり、檻に閉じ込められていた。そんな中、第5やたがらす丸の前に掃除機型飛行船「超次元チリトラー808」が出現。その船に乗っていたのは異次元世界の巨大国家「超次元帝国」からやって来た超次元帝国清掃課地球係の面々だった。彼らは異次元空間への廃棄物投棄を続ける地球人を害悪と見なし、異次元獣を送り込んで掃除を名目に絶滅させようとしたがことごとく失敗に終わり、最大の障害となるどちゃもんを排除しようと自ら出向いてきたのだった。てれび戦士たちは地球とどちゃもんの未来を守るため、超次元帝国との戦いに挑み、途中で地球に侵入してきた3体の異次元獣を撃退したものの、狙われた27体のどちゃもんのうち、5体のどちゃもんがグレートスイトラーに回収され、捕らわれの身となってしまった。
2016年度
地球と超次元帝国の戦いが始まって2年の歳月が過ぎた西暦2016年。第5やたがらす丸ではてれび戦士のメンバー変動が行われていた。新たなてれび戦士と面会する大野課長たちだが、そこへ国立異次元獣対策センターの麿赤児長官から超次元帝国に連れ去られて行方不明の広島どちゃもん・ぷうかを救うには謎の物体を集めなければならないという重要情報がもたらされ、てれび戦士は謎の物体「よすがん」を探すために日本各地へ旅立つ。一方、超次元帝国は今度こそ地球を滅ぼすべく、これまでに連れ去ったどちゃもんを異次元獣に改造して送り込む。ITAISENは地球に侵入してきた4体のどちゃもん異次元獣を撃退し、ぷうかを含め4体のどちゃもんを救出したが、その代わり3体のどちゃもんがグレートスイトラーに回収され、捕らわれの身となってしまった。
最終章
ITAISENの活躍によってこれまで13体の異次元獣が撃退され、超次元帝国清掃課地球係の3人はクビが確定。ぱぺらぴ子総監はこれまで捕らわれた4体のどちゃもん（2015年度に回収された京都どちゃもん・みやこんと2016年度で回収された3体のどちゃもん）を合成し、キメラ異次元獣を送り込む計画を立てていた。そんな中ITAISENは次元ホールを発見する。さらに「1000年前に黄金のどちゃだまを使ってこの世の綻びを塞いだ」という記録も明らかになり、「この世の綻び」こそが異次元獣誕生の要因となった次元ホールだったのだ。ITAISENが次元ホールを塞ごうとしたのを知った天馬係長は大野課長との密会で、第5やたがらす丸とチリトラーのエンジンを連結させることを思いつく。次元ホールを塞ぐことに成功すれば他の次元に迷惑をかけることが無くなるため、地球を滅ぼすことなく達成できるらしい。ITAISENは黄金のどちゃだまを作るのに必要なアマミノクロウサギの金のフンを手に入れ、超次元帝国清掃課地球係と全国の茶の間戦士の協力で次元ホールを塞いだ。タイムパラドックスにより役目を果たしたITAISENは消滅し、キメラ異次元獣に組み込まれるはずだった4体のどちゃもんが地球に返却された。その後残されたてれび戦士は記者会見を開き、大野課長の最後のメッセージを発表。そして地球に移住した天馬係長が清掃員となった。

### 用語解説

#### 国立異次元獣対策センター
異次元獣による危機から地球を守るために22世紀に設立された機関。略称はITAISEN（イタイセン）。
終盤、次元ホール消去作戦の成功により生じたタイムパラドックスの影響で、自己犠牲に近い形で未来人全員が第5やたがらす丸ごと消滅。さらに、てれび戦士がITAISENに関する資料を全て処分したことにより、ITAISENの存在および「この時代に未来人が来た」という事実が完全に抹消された。
人物
時空関係調整課長 - 大野拓朗
22世紀から来た未来人。国立異次元獣対策センター（ITAISEN）・時空関係調整課の課長。
やや脳天気で女性に甘く、各地で紹介される料理に気が逸れたり、緊張感が必要な場面でダジャレを言うなど、指揮官としては頼りなく見える所があるが、「地球を守る」という内に秘めた使命感は本物であり、虎南分析官やてれび戦士たちからも表向きはなんやかんや言われるものの人望は厚い。
2014年度の神奈川編では、カスタネットの異次元獣の引き起こす怪現象の影響でカスタネットに噛まれてしまった。2015年度の山口編では、幕末からタイムスリップしてきた自分に生き写しの長州藩の武士・野村靖（大野の二役）の凛々しく頼もしげな姿を見て指揮官としての自信を失いかけるが、その野村から「君にしかできないことがある」と励まされ、立ち直った。また、福島編では福島どちゃもん・さすらかすらを励ますために雪合戦に参加し、金魚1号に乗り込んで清掃課の手からさすらかすらを守った。
特定脅威分析官 - 虎南有香
環境保安省からITAISENに派遣された分析官。木曜日の生放送ミッションではミッション内容の説明なども行う。
常に冷静かつ真面目で、不真面目な態度を取る大野課長を叱責することも多いが、自身に関連する話題やネタなどに関しては大野課長以上にはしゃぐことも多く、2015年度兵庫編では男装をしてどちゃらづか歌劇団の男役のオーディションに合格したり、茨城編では2105年第77代ミス納豆娘コンテスト納豆ネバネバ特別賞を受賞していたことが判明していたり、2016年度北海道編ではタラバガニの甲羅を弾丸としたタラバズーカを放って北海道どちゃもん・るるを助けたり、宮城編では本部から課せられた極秘ミッション「虎南に頼らず、てれび戦士の力だけで宮城どちゃもん・ぎやみを立ち直らせる」のために置き手紙を残して第5やたがらす丸から姿をくらませるなど、自由な行動をとることも多い。また、生放送での謎解きでは「名探偵虎南」として振る舞うことも多い。2016年度の三重編ではうぎろうの異次元獣の引き起こす怪現象の影響で一時的に麿長官と立場が入れ替わった。
茶の間戦士訓練教官 - 蝶野正洋
環境保安大学校から第5やたがらす丸に派遣された訓練教官で茶の間戦士（データ放送で参加する視聴者）の訓練を行う。強面だが、好物はプリンとババロアでダジャレも嗜む。訓練に対しては厳しいものの、不甲斐ない成績だった茶の間戦士にも奮い立たせる言葉をかけるなど部下思いである。2016年度では「ニセ教官」として原口あきまさが乱入してくるようになった。
装備開発課主任研究員 - 中田敦彦（オリエンタルラジオ）
ITAISEN装備開発課の主任研究員で、てれび戦士たちからは「博士」と呼ばれる。会った人や考えたこと、歩いた歩数から体重まですべて記録している。2016年度では研究のために自ら呼び寄せたナマハゲによって五郎の手紙を奪還したことが勝因となった。
装備開発課助手 - 藤森慎吾（オリエンタルラジオ）
ITAISEN装備開発課の助手。見た目と言動がチャラいが、中田博士からは信頼されている。
次元ダンスマスター - ジョンテ・モーニング
22世紀のニューヨークからやってきたスーパーダンサー。麿長官に招待され、パワーを生み出すダンスを開発している。
長官 - 麿赤児
ITAISENの最高責任者で大野課長や虎南分析官の上司。第5やたがらす丸を21世紀に送りこんだ。2014年度ではダンベルスプーンを使っていた。2015年度ではカメラの異次元獣の引き起こす怪現象の影響で金縛り状態になったり、2016年度の三重編ではうぎろうの異次元獣の引き起こす怪現象の影響で一時的に虎南分析官と立場が入れ替わったり、こまちまちこの異次元獣の引き起こす怪現象の影響でなまはげに襲われたりした。
現地調査アンドロイド
ITAISENが開発した調査用アンドロイド。いち早く最前線に送り込まれ、てれび戦士の活動をサポートする。日本古代の軍事武装を思わせるヘルメットとアーマーを装備し、各機体で性能や性質が異なる（演者の性格やキャラクターが基になっている）。多数の芸人（森崎9号のみ演劇ユニット）が演じており、各機体に演者の名前とナンバリングを組み合わせた名前がつけられている。また、各機体共通の機能として、機能停止したら左耳を引っ張ると再起動する、停止状態からの起動は名前を呼んで目覚まし時計を鳴らすというシステムがある。
- 小出水7号 - こいで（シャンプーハット）
- 森崎9号 - 森崎博之（TEAM NACS）
- ノブ13号 - ノブ（千鳥）
- 大悟14号 - 大悟（千鳥）
- 田村4号 - 田村裕（麒麟）
- 川島3号 - 川島明（麒麟）
- 庄司2号 - 庄司智春（品川庄司）
- 益子18号 - 益子卓郎（U字工事）
- 福田17号 - 福田薫（U字工事）

装備・発明品
第5やたがらす丸
ITAISEN時空関係調整課が運用する大型タイムシップ・やたがらす型の5番艦。2095年1月竣工。22世紀と21世紀の、ちょうど100年離れた2つの時点の間を行き来できる。全長66.6m、重量120t。空間内の最高飛行速度はマッハ2.5。名前が示す通り3本足の鳥のような外見で、背中の上には天守閣を思わせるデザインのメインブリッジがある。メインエンジンは鼓のような形状をしており、メカの手のようなパーツで革を打つ事で稼働するシステムである。てれび戦士・桃花は略して「ごやまるちゃん」と呼んでいた。2016年度の富山編では清掃課のコンピューターウイルスによって風邪を引いてしまったが、キッチリンAで正常化した。終盤、次元ホールの消去によるタイムパラドックスにより消滅した。
次元エントリーシップ
金魚1号
人間が生身で侵入すると危険な、どちゃもんの巣などの空間用に開発された次元エントリーシップ・金魚型の1番機。名前のごとく白い金魚のような外見をしている。2人乗りで、ロケに行ったてれび戦士か乗員選抜試験の成績優秀者が搭乗する。どちゃもんをくすぐる「こちょこちょビーム」やどちゃもんの技を防ぐ防御用のバリア、時間の影響から搭乗者を守る「ウラシマバリア」が装備されている。また、機体の下にはアイテム運搬用のクローを装備。「どちゃもん二次元化装置」でゴキゲンにしたどちゃもんをカードに収め、仲間として使役できるようにする。なお、2016年度は登場しなかったが、異次元獣にされた岐阜どちゃもん・うぎろうを救う手がかりを得るためにてれび戦士が巣の探索に向かった話が出てくる。同型機として、緊急脱出用に配備された単体でもタイムワープ可能な金魚2号もあり、スプーンの異次元獣戦に際して大野課長らが一旦22世紀に戻る際に使用された。
金魚R
テレビのリモコンを使って遠隔操作する、茶の間戦士専用の小型次元エントリーシップ。Rはリモート（Remote）の略称で、大量生産されている。どちゃもんの巣やオモイデ界で活動することができ、金魚1号同様こちょこちょビームやアイテム運搬用のクローを装備する。金魚1号や超蝶野ロボの護衛・サポートを行う。
超蝶野ロボ
2015年度から登場する遠隔操縦式探索・戦闘用ロボットで、操縦はてれび戦士1名が行う。全高3m。超音波ビームを放って蝙蝠を追い払う「蝶野ロボ（2014年12月18日放送回に登場）」の改修型。茶の間戦士訓練教官・蝶野正洋をモデルにしており、蝶野教官の顔に短い手足がついたような外見で腕は4本ある。下側の腕はロケットパンチとして発射可能で、主に超次元ゴミ回収カプセルの破壊に使われる。他にはこちょこちょビームと防御用のバリアを装備し、背部には蝶の羽に似た形状の翼がある。後に清掃課の忘れ物の超次元バッテリーを搭載され、強力な体当たり攻撃「超蝶野アタック」が使えるようになった。2016年度東京編では清掃課に盗み出されてネットオークションに1億円で出品され、それを東京どちゃもん・もものうちが購入。てれび戦士は手作りのおもしろロボットを製作してもものうちに交換を持ちかけ、無事超蝶野ロボを取り戻した。
万能リモコン“オテモト”
虎南分析官が使用する携帯端末。第5やたがらす丸のメインコンピューターを経由して22世紀の国立異次元獣対策センター本部のウルトラスーパーコンピューターとリンクしている。あらゆる情報の検索、船内の機器の操作を行うことができる。
茶の間エネルギー転送装置・チャランポリン
2016年度の対異次元獣戦で使用される、茶の間戦士がテレビリモコンで送信したアイテムのパワーを戦場のどちゃもんに転送する円形の小型トランポリン。現地にいる出張茶の間戦士（事前応募によって選ばれた視聴者）が使用し、これで何度も跳ねることでパワーが転送される。
次元通信機・ドダイNS-1号
どちゃもん研究会（下記参照）の際に、ゲストとなるどちゃもんと通信するための装置。立体投影システムを備えた円柱形の台座のような形状で、本体上の空間にどちゃもんの姿が立体映像として映る。
どちゃもん探知バー
略称「どたんバー」。どちゃもんを探す際に使われる探知機。アイスバーに酷似した外見とは裏腹に、人間に化けたどちゃもんにも反応するほどの高性能を誇る。
うずましーん
周囲から吸い取った回転力をエネルギーに変えて放出する装置。超次元バリアに閉じ込められた徳島どちゃもん・かさぽんたすの救出に使用された。
アンドロイドリセット装置・しょきかそうる
清掃課の超次元きびだんごで洗脳されてしまった大悟14号を初期状態にリセットする装置。てれび戦士はカラオケで「ultra soul」を歌う事でこの装置にエネルギーをチャージし、リセットビームとして第5やたがらす丸から大悟14号に照射するが、リセットによって自分との思い出が消えてしまうことを恐れたノブ13号が大悟14号に組みつき、ビームの狙いを外させた。
I.M.O.（いったりもどったりおいも）
サツマイモに含まれる「時空跳躍澱粉」を、サツマイモ3択クイズに答えることで活性化させて造り出された特殊な芋で、食べた者をタイムスリップさせる力を持つ。鹿児島どちゃもん・くろはやとんを郷土の英雄・西郷隆盛に会わせるために使われた。その後、一部が山口どちゃもん・ふくぺらぶうの手に渡り、幕末の長州藩の武士たちが第5やたがらす丸にタイムスリップしてくる騒ぎになった。
ふくふくバルーン
人々の”福”を集める風船。長州藩の武士たちを元の時代に戻す鍵を握るふくぺらぶうを誘い出すため、使用された。
きときと弾
結界に閉じ込められた富山どちゃもん・ふぁましすを救出するために使用。最初はしわしわのボールだが、富山ご当地クイズやビーチボールバレーできときとパワーを充填することで力を発揮する。
特製ロケットミキサー
人間の姿になった和歌山どちゃもん・もさくを元に戻すために用意された、果物と野菜の盛り合わせ「キラフル丼」から「モトニモドース」という成分を抽出する装置。これで生成された果汁100%ビームを第5やたがらす丸からもさくに向けて照射したが、それだけでは元に戻らなかった。
タラバズーカ
タラバガニの甲羅を巨大化させて弾として発射するバズーカ砲。虎南分析官が、超次元チリトラー808に潜入した北海道どちゃもん・るるの脱出を手助けするため、これで砲撃した。

#### どちゃもん関連のアイテム
ビリビリの書
栃木どちゃもん・とちぼるたが書いた手紙。鬼を祭る満福寺におかれていた。
チョコトッピングうずまきせんべい
新潟どちゃもん・こめくるりんの怒りっぽい人格であるおせんべくるりんをもてなすために作成した、チョコレートがトッピングされた煎餅。おせんべくるりんには好評だった模様で、これを食べたおせんべくるりんは「おせんべいの大凧合戦」と言っていた。
まじないの銅鐸
島根どちゃもん・ずぶろんの蛇のパワーの源となる銅鐸。
いやしの銅鐸
島根どちゃもん・すぶろんの頭の蛇を鎮める銅鐸で、2164年に発見されたという。
金の扇子
京都どちゃもん・みやこんが攻撃技である「大文字ファイヤー」を繰り出す際の笛の楽譜が書かれた扇子。投扇興の都御流の家元の女性が所有しており、てれび戦士は譲ってもらうために彼女の一番弟子と投扇興で勝負をした。
最強の短冊
愛媛どちゃもん・みぽんひめが使うと最強の力を発揮できる短冊。Z-1レースのチャンピオンが所有しており、てれび戦士は譲ってもらうために雑巾掛け勝負をした。
どちゃ畳
熊本どちゃもん・どもっこすを呼び出すために必要な黒い星マークがついた畳。八代市の畳投げ大会の優勝者である小林弘記が所有しており、てれび戦士は譲ってもらうために彼と畳投げで勝負をした。
究極の梅干し
空腹になった和歌山どちゃもん・もさくを回復させるためにてれび戦士が調達した梅干し。和歌山市の本誓寺に保管されていた。
LEOSO
どちゃもん界のファッション雑誌。宮城どちゃもん・ぎやみはこのLEOSOのカリスマモデルである。3期ではこの雑誌からぎやみが伊達政宗を尊敬していることが判明した。
桃べこ様
福島どちゃもん・さすらかすらの巣の中にある大きな桃色の赤べこ。さすらかすら曰く、ワープホールを制御する守り神。
静岡トラックのテープ
静岡どちゃもん・ぎゅたあくがオモイデ界を開く際に必要な曲が録音されたテープ。静岡のゆるキャラであるちゃっぴーが所有していた。
初恋焼き
田中卓志が広島どちゃもん・ぷうかに作ると約束していたお好み焼き。蜂蜜に漬けたハート型のレモンやすりおろしレモンが入ったトマトソースがトッピングされている。
スターリンゴ
青森どちゃもん・かざまのおどがよすがんを生成する際に必要な光を放つ林檎。
りんご姫
青森どちゃもん・かざまのおどがよすがんを生成する際に必要な黄色の林檎。
キッチリンA
薬作りの達人である富山どちゃもん・ふぁましすが調合した薬で、清掃課のコンピューターウイルスに侵されて風邪を引いた第5やたがらす丸の治療に使われた。材料は空豆の干物、シイタケ、鷹の爪、カタクチイワシの煮干し、キクラゲ、昆布、シロエビの姿干し、黄金の（ホタルイカの）目玉。
焼き芋味のアイスキャンディー
埼玉どちゃもん・だんきちのテンションを上げるために製作したアイスキャンディー。糖度39の焼き芋でできたアイスキャンディーにふかし芋とチョコレートアイスがトッピングされている。
ドロゴンボール
愛知県の愛の結晶で、見た目は赤いハートがついた泥団子といった感じである。ハートの数が1つ、2つ、3つ、4つ、5つ、6つ、7つ付いた物の7種類があり、7つ全てを揃えると「神泥龍（シェンドロン）」という赤い龍神が現れ、どんな願いも1つだけ叶えてくれる。以前、清掃課に操られて暴走した岐阜どちゃもん・うぎろうの被害者となった愛知どちゃもん・ふぃろそふぃあは、その時の怒りからこれの力で異次元獣に改造されたうぎろうを消し去ろうとしたが、清掃課の乱入もあって最終的に叶えられた願いは「ふぃろそふぃあとうぎろうの思い出を出す」だった。そしてこれで現れたうぎろうからの贈り物の似顔絵を見たふぃろそふぃあは昔の友情を思い出し、彼を許すことを決意した。なお、ハートが4つのものはふいろそふぃあが初めから所有、1つ、2つ、3つのものはそれぞれ一宮市、小牧市、名古屋市の喫茶店にあり、7つのものはゆるキャラのオカザえもんが所有、5つ、6つのものはふいろそふぃあが後に自ら入手していた。
元ネタはドラゴンボール。
きずな卒業文集
岐阜どちゃもん・うぎろうの卒業文集。週刊誌に掲載された「うぎろうの黒い過去」とは違って、「この世を喜びと笑顔でいっぱいにしたい」と書いてあり、これによってうぎろうが実は優しい心の持ち主であったことが判明した。
ムツゴロウ型羊羹
佐賀どちゃもん・ひがたろうがオモイデ界を開くために必要なムツゴロウの形をした羊羹。てれび戦士が唐津市の和菓子作りの名人の協力を得て作成した。
フクベタンA
栃木どちゃもん・とちぼるたをかばって清掃課の放水攻撃を受け、倒れてしまった後輩のがんぐろうを回復させるために使用。ふくべ（ユウガオの実）の成分を、栃木のグルメクイズやかんぴょうボウリングで活性化させる事で造り出された。
伝説のごま豆腐
和歌山どちゃもん・もさくがオモイデ界を開くために必要である金剛峯寺の胡麻豆腐。
よすがん鹿
奈良どちゃもん・きんしゃかがホルンを奏でることで召喚される白い鹿。これに葛餅を大量に食べさせることでよすがんが生成される。
雪の女王のイクラ
北海道どちゃもん・るるがオモイデ界を開くために必要なアイテムの一つで、雪の女王（演：バービー）が所有していた。
黄金のウニ
北海道どちゃもん・るるがオモイデ界を開くために必要なアイテムの一つで、小樽市のガラス工房にあった。
究極のサケ
北海道どちゃもん・るるがオモイデ界を開くために必要なアイテムの一つで、さかなクンが所有していた。
金のわんこ
岩手どちゃもん・わんこねるらがオモイデ界を開くために必要な黄金色のお椀。
チョコレート投薬マシーン・とんぷく3号
宮城県川崎町のゆるキャラ・チョコえもんから借り受けた、バズーカ砲型の投薬マシーン。宮城どちゃもん・ぎやみの顔につけられた超次元VRゴーグルを外すため、これでぎやみの口にてれび戦士が製作した鮫型チョコレートを撃ち込んだ。
なまはげ
中田博士によって呼び出されたなまはげ。決戦では超次元チリトラー808に乗り込んで五郎の手紙を奪還し、勝利に貢献した。
クロウサギの金のフン
黄金のどちゃだまを完成させるために必要な物で、奄美大島の「ウシノトリゴモリ」と呼ばれている巨大な滝の近くで発見された。

#### てれび戦士
今作でのてれび戦士とは、ITAISEN時空関係調整課にスカウトされた地球人の少年少女たちのことを指し、日本各地の最前線で時空関係調整活動を行う。各自に制服であるベストと第5やたがらす丸との通信機能や現在位置発信機能を持つバッジ、それに第5やたがらす丸倉庫内のロッカーと直結した専用の転送ロッカーを支給されており、自宅や学校の近くに隠されたこのロッカーを用いて第5やたがらす丸に出入りできる。なお、このロッカーを使用するには制服のベストを着用する必要がある。
※サウンドトラック『NHK Let's天才てれびくん サウンドトラック』（2017年5月17日、ポニーキャニオン）ブックレット掲載順にまとめている。
赤崎月香（あかさき つきか）
2014-2015年度。
齋藤茉日（さいとう まひる）
2014-2015年度。
辻村晃佑（つじむら こうすけ）
2014-2015年度。
瀧澤翼（たきざわ つばさ）
2014-2016年度。
飯島緋梨（いいじま あかり）
2014-2016年度。
小西憧弥（こにし とうや）
2014-2015年度。
林武尊（はやし たける）
2014-2016年度。
原田明莉（はらだ あかり）
2014-2016年度。
小澤竜心（おざわ りゅうしん）
2014-2016年度。
桐畑カレン（きりはた カレン）
2014-2016年度。
笹原尚季（ささはら なおき）
2014-2015年度。
杉本瑛（すぎもと あきら）
2014-2015年度。
黒川桃花（くろかわ ももか）
2016年度。
皆川寧々（みなかわ ねね）
2016年度。
稲垣芽生（いながき めい）
2016年度。
柿澤仁誠（かきざわ にま）
2016年度。
久保みのり（くぼ みのり）
2016年度。
胡内奏芽（こうち かなめ）
2016年度。
辻晴仁（つじ はると）
2016年度。

#### 異次元獣
2014年に異次元から突然現れた怪獣で、地球から異次元に投棄された廃棄物が捨てられた恨みや悲しみによって変化した物。様々な不可解な事件を巻き起こし地球を混乱に陥れ、滅亡へ導く恐るべき存在。凶暴性が高く地球の武器では倒すことはできず、倒すためにはどちゃもんの力が必要となる。2015年になって、超次元帝国清掃課地球係が大量のゴミを異次元に撒き散らすため害悪とみなした地球をお掃除（殲滅）するために、地球からの廃棄物をコアとして造り上げた物であることが判明した。さらに2016年度では、それまでに清掃課の手で回収されたどちゃもんを洗脳・記憶操作し暴走衝動を強めた上でコアとした新型の異次元獣も投入されている。3年間で計13体の異次元獣が投入されたが、異次元獣は全てITAISENとどちゃもんたちに撃破され、コアにされた物体やどちゃもんは皆解放された。これを受けて清掃課総監・ぱぺらぴ子は異次元獣戦13連敗となった地球係をクビにし、現時点で回収している4体のどちゃもんを全て合成した「キメラ異次元獣」の投入を計画したが、その後次元ホール消去作戦の成功を受けて計画を中止し、4体のどちゃもんは全て地球に返還された。
なお、元来は清掃課の清掃活動のために製作される物で、製作は清掃課技術センターの異次元獣係が行っている。この異次元獣係からは月刊で「異次元獣コアカタログ」というコア候補の廃棄物のカタログが発行されており、地球係を始め現地対策課はこのカタログから希望のコアを申請する。恨みや悲しみの念が深いコアを使うほど強力な異次元獣となるが、その分コストもかかるという。スプーンの異次元獣の事件では、22世紀の地球は異次元獣によって穴ぼこだらけになり、わずかに生き残った地球人は地球を捨てて宇宙移住を始め、そのための限られた宇宙船のチケットを奪い合う争いが起きていた事が明らかになったが、その後21世紀で襲撃してきたスプーンの異次元獣が倒された事で歴史が変わり、22世紀の地球も平和になったという。他にも、国語辞典の異次元獣の事件では22世紀の地球のあらゆる場所に辞書の説明書きが出現したり、こまちまちこの異次元獣の事件では22世紀の地球が増殖するなまはげに支配される事が明らかになるなど、22世紀の地球がたびたび異次元獣によって危機に陥る描写があった。

### 超次元帝国清掃課
幾つもの次元世界の頂点に立つ巨大国家「超次元帝国」の組織の一つ。次元の秩序を守るためにあらゆる次元の“掃除”を行う超次元帝国の機関で超次元帝国のエリート集団であり（ただし地球係は落ちこぼれらしい）、帝国の子供たちみんなの憧れの的。最高責任者は「総監」と呼ばれている。22世紀の地球から大量の廃棄物が投棄された件により帝国は地球人を「ゴミを撒き散らかす迷惑千万な人種」とみなし、3名の清掃課地球係員に地球人を一人残らず抹殺する命令が下された。係員は地球からの廃棄物を異次元獣に改造して21世紀の地球に送り込んだが、22世紀に設立されたITAISENと21世紀の地球人たち、どちゃもんとの攻防戦の末に全て撃破される。この件を受けた係員は21世紀の地球にタイムワープし、最大の障害と見たどちゃもんの排除に乗り出す。ITAISENからは「超次元帝国の人」「トンガリ野郎」「お掃除トリオ」などと呼ばれるほか、大野課長からは毎回木曜生放送で「せいとんか」「へいそうか」、「超次元シブがき隊」、「超次元パフューム」、「超次元ズッコケ三人組」などと名前を呼び間違われている。
超次元帝国の国民「超次元人」は、外見はほぼ地球人と同じだが、遺伝子は地球人とは異なっているらしい。また、手からは電撃などの超能力を放ったりもできる。飛永と大水はこまちまちこの異次元獣を用いた地球殲滅が失敗した後、天馬係長の決意を聞かされた事で自分たちも次元ホール消去作戦に協力する事を決意。ITAISENの中田開発主任と藤森助手に接触して第5やたがらす丸と超次元チリトラー808のエンジンを直結する作業を行うと共に、ぱぺらぴ子に対しては回収しているどちゃもんの返還を懇願した。

#### 人物
地球係 係長 - 松永天馬（アーバンギャルド）
“地球のお掃除”を任務とする地球係の係長。中間管理職で権威に弱い。自分が大好きな自信家ではたきを使う掃除が好き。オカマっぽい口調で喋り、ヒステリックかつコミカルに部下を叱咤する姿がよく見られる。2016年度では、超超次元能力であかのやまから化粧まわしを盗み、ぷうかの異次元獣戦では彼女の記憶操作に関わっていたことが判明している。ある時、誤ってチリトラー808から転落した所を滝口ひかりの一家に助けられ、それがきっかけで彼女に淡い恋心を抱くようになる。そしてこまちまちこの異次元獣戦では、前日に奪った五郎さんの手紙をなまはげに取り返され、コアが分離した後の異次元獣のボディに自らダミーコアとなって融合し、懸命に戦うが結局は敗北。その後ぱぺらぴ子からの粛清通告を受けて「もう帝国には帰れない」と悟り、地球を第二の故郷とする事を決断。部下たちに別れを告げ、ITAISENの次元ホール消去作戦に協力する事を決意する。作戦成功後、てれび戦士の緊急記者会見が終わった後に会見会場の清掃員として登場し、てれび戦士と再会した。
余談だが、2020年3月4日放送の天才てれびくんYOU最終回ラストシーンにて、財布を落として清掃員になっていた立花団長をはたきを持って説教する上司がいたが、天馬係長本人かは不明。
地球係 メカ開発・整備担当 - 大水洋介（ラバーガール）
ぬめり取りが好き。地球係の母船・超次元チリトラー808の整備も行う。どちゃもんに化ける能力を持ち、三重どちゃもん・にんまるに化け、本物のにんまると同士討ちした。また東京どちゃもん・もものうちに声が似ているのを利用して（上記の通りもものうちの声は大水が担当している）もものうちに化け、第5やたがらす丸に潜入して超蝶野ロボを盗み出したこともあった。
地球係 異次元獣・薬品製造担当 - 飛永翼（ラバーガール）
超次元アイドル「ぱぺらぴ子（下記参照、ただし彼女が上司である事は知らなかった）」のファン。超次元帝国に妻を残して単身赴任中。細かい所の掃除が好き。滋賀どちゃもん・よしばっばを捕獲した際は彼女に母親の面影を見て情が移り逃がしてやったり、同じぱぺらーである事を利用して山形どちゃもん・だまちゃだめの捕獲を試みた際はぱぺらーとして純粋に喜ぶ彼の姿に罪悪感を覚え、罠である事を教えて逃がしてやるなど、清掃課地球係の3人の中では優しい一面を見せることが多い。また大水ほどではないが、彼も少々ヌケているところがある。
物語の終了時には二人とも超次元帝国に帰還したと思われるが、2017年4月24日放送の『わらたまドッカ〜ン』では、その回の挑戦者であるラバーガールが当番組に出演していた事について言及されていた。
超次元帝国清掃課 総監 - ぱぺらぴ子（声：浜崎容子（アーバンギャルド））
黄色いインコのような顔をした超次元帝国人で、超次元帝国清掃課の最高責任者にして超次元アイドル。彼女のファンは「ぱぺらー」と呼ばれており、またぱぺらぴ子自身は超次元帝国を代表するコンサートホール「超次元サンプラザ」でのライブなど幅広く活動しているらしい。彼女のナンバー「キスミーきれいみー」は聴いた者を超次元帝国に心酔させる洗脳ソングであり、清掃課はこれを地球人に聴かせる事で帝国の信奉者を増やしていた。他にも自分のポスターを通じた瞬間移動、意思一つで自由に物体をお片づけ（消去）する、口から光の紐のような物を伸ばして相手を捕縛・拘束するなどの能力を持つ。おくとぱすみれの異次元獣戦では彼女の記憶操作に関わっている事も判明しており、「初舞台に立てなかったのは長谷川のせいであり、彼に復讐を果たせばあなたの悲劇は終わる」と吹き込んでいた。
基本的に己の目的を果たすためには冷酷非道だが、若干ツンデレの気もある。こまちまちこ異次元獣を用いた地球殲滅が失敗した後は地球係の3人をグレートスイトラーに回収させた上で、現在手元にあるどちゃもん4体を用いた「キメラ異次元獣」の投入を計画するが、地球係がITAISENと協力して地球からのゴミ投棄の要因である次元ホールの消去作戦を始めた事を知ると「それで地球を滅ぼさずにすむようになるのなら」と粛清通告を天馬係長への解雇通告に切り替えて地球係を後押しし、次元ホール消去作戦成功を条件に回収しているどちゃもんの返還を決断した。

#### 関連アイテム
超次元チリトラー808（はちまるはち）
超次元帝国清掃課地球係が使用する超次元シップ。次元を超えてどこにでも瞬間移動できる。空間内を飛行する際の最高速度は333km/h。全長25m。黒い掃除機のような形状をしている。係員が滞在するコントロールルームは見かけも設備も貧弱で格安アパートの一室も同然。故に第5やたがらす丸に通信をかける際には、大きな板に未来的な装備の数々を描いた偽装を背景に立てて内部をごまかしている。
コチリトラー
超次元チリトラー808の先端のノズル部分が分離した小型高速シップ。スティック型掃除機のような形状をしている。最高飛行速度はマッハ2.5。通常は2人乗りだが、強引に3人搭乗することも可能。全長約10m。ノズル部分で目的の物を吸入し、本体上部に設置された超次元ゴミ回収カプセルに収容できる。人型の戦闘用ロボット「コチリトラーロボ」にも変形可能（ロボ形態ではカプセルは腹部に位置する。またコチリトラー形態で腕だけ出すこともできる）で、これは掃除機ロボットの基本設計を流用しているため押すと弱体化する“弱スイッチ”がついているが、その位置は変えることができる。2016年度では全身に装甲が追加されパワーアップしているが、必殺技を撃つと痺れてしまい、この状態で攻撃を受け続けると装甲が外れてしまう。
超次元ゴミ回収シップ・グレートスイトラー
超次元帝国清掃課回収係が運用する大型ゴミ回収船。巨大な円盤形で直径およそ3,000m。自動運転でさまざまな次元を定時運行し、超次元ゴミ回収カプセルを回収する。地球にやってくるのは毎週木曜日の午後6時52分。底面に清掃課のシンボルである目のマークがあり、そこから出す回収ビームでカプセルを回収するシステムである。逆に回収したカプセルを出すことも可能。
超次元ゴミ回収カプセル
グレートスイトラーが自動認識して回収するゴミ箱。胴部分が半透明のゴミバケツのような形状をしている。グレートスイトラーはこのカプセル以外の物は回収することができない。
超次元マイアンテナ
清掃課メンバーがかぶっている黒くて長い一本角のついた帽子。清掃課を始め、超次元帝国の国民が成人した際に必ず与えられる物で、超次元帝国住民課と常時通信してあらゆる個人情報（健康状態・学歴・職歴・家柄・預金残高・公共料金の支払状況など）の管理を行えるほか、触れることで日時を把握する時計の役割も果たしているらしい。帝国内ではマイアンテナのペーパークラフトなどの玩具が子供たちの人気アイテムになっているという。なお、番組公式サイトではこのマイアンテナとゴミ回収カプセルのペーパークラフトを配信しており、ダウンロードして製作できるようになっている他、マイアンテナをかぶった状態の写真を募集していた。
超次元焼きまんじゅう
群馬どちゃもん・はにまじんを手なずけるために製作された焼きまんじゅうだが、飛永の調合ミスによって食べたはにまじんを巨大化させ暴走状態にしてしまう。
どちゃもん捕獲マシン・二郎さん
黒いオオサンショウウオの姿をしたロボットで、広島どちゃもん・ぷうかに近づき結婚の約束を交わす。第5やたがらす丸内での結婚式の最中に正体を現しぷうかを拉致するが、最後は彼女への愛に目覚め、ぷうかを助けるために回収カプセルを壊そうとしたが叶わず、ぷうかごとグレートスイトラーに回収されてしまう。その後ラジカセに改造されていた事が判明する。鳥取どちゃもん・うさきゅうの手でITAISENに持ち込まれ、異次元獣に改造されたぷうかを救うヒントをてれび戦士にもたらした。なお、その後は救出された妻のぷうかが所有している模様。
超次元とりもち
2015年度山梨編で第5やたがらす丸に化けた山梨どちゃもん・かげむしゃむしゃを墜落させるために使用された鳥黐。
ふなずし7s
清掃課地球係が売り出した通常の60倍の匂いがする鮒寿司。値段は6万9800円。
レインボーこんにゃく
清掃課地球係が赤こんにゃくを真似て作ったこんにゃく。赤、橙、黄、緑、青、藍、紫の7色がセットになっている。
超次元大仏
2015年度滋賀編で滋賀どちゃもん・よしばっばが巣から脱出するのを防ぐために使用した3体の大仏。
超次元電池
愛知どちゃもん・ふぃろそふぃあの巣に偶然置き忘れた巨大な橙色の乾電池。ITAISENに回収され、超蝶野ロボの強化（エネルギーゲインが5倍以上に増大した）に活用された。
超次元スコップ
2015年度茨城編で茨城どちゃもん・かっぱろけの巣に落とし穴を作るために使用したスコップ。
超次元メガネクモリーナー
福井どちゃもん・ほやのんの大事な眼鏡を汚し、力を奪った。簡単には落とせないが、飛永曰く、24時間で効果が切れる。
超次元ポンコツラーメン
2015年度福岡編で福岡どちゃもん・ちゃっちゃくちゃらを捕獲するために使用した、近づいた相手にビームを撃って気絶させてしまうラーメン。ちゃっちゃくちゃらには当たらなかったが、代わりにウグたんが倒れてしまった。
超次元きび団子
食べた者を洗脳し、角が生えた鬼に変えるきび団子。全ての現地調査アンドロイドを洗脳して全国のどちゃもんを一網打尽にする作戦のテストとして、まず岡山県で使用された。大悟14号がこれで鬼になり、岡山どちゃもん・ももふぇを拉致する騒ぎを起こし、さらに鬼軍団を率いて岡山全土を征服しようとした。
超次元茶釜やぼーん5000
近くにいる者の野望を増大させる薄紫色の茶釜で、大水が岐阜どちゃもん・うぎろうに貢ぎ物として贈った。これで天下統一の野望を増大させたうぎろうを利用してどちゃもんの同士討ちを誘う作戦だったが、うぎろうがその勢いに乗りすぎて超次元チリトラー808に攻め込み、一時占拠してしまう騒ぎに発展した。
超次元ノイズアンテナ
神奈川どちゃもん・ぷにょらの持つ黒たまごに仕掛けた、騒音を発する黒いアンテナ。これでぷにょらを騒音源にして神奈川県内にいられなくなった所を捕獲しようとした。
恨みガス
カメラ異次元獣を強化するため、日本中の捨てられたカメラを巨大な壺に集め、かき混ぜる事で抽出されたガス。てれび戦士はこれを中和するために思い出の詰まった写真1000枚を集め、ハート形のフォトモザイクを作って“愛のメモリーガス”を造り出し、第5やたがらす丸から散布した。
超次元あまあま汁
熊本どちゃもん・どもっこすを赤ちゃん返りさせてしまった桃色の液体。どもっこすを元に戻すため、てれび戦士は「気合の入った辛子蓮根」を製作した。
超次元ドライヤー
超次元チリトラー808の先端のノズルから熱風を噴射し、はにまじんを乾燥させて小さな埴輪に変えた。これを元に戻すため、てれび戦士はハンドベルで群馬のご当地ソング「いい湯だな」を演奏した。
ハイヒールリンゴ
2016年度青森編で使用した、ハイヒールが乗った紫色の林檎。これを食べた超蝶野ロボは動けなくなってしまい、青森どちゃもん・かざまのおどは金魚Rと協力してバッテリーを回復させる虫を集めることになった。
超次元ウォーターガン
ダンボール箱の体を持つ埼玉どちゃもん・だんきちを狙撃するために製作された水鉄砲。これで濡らされて弱ってしまっただんきちを救うため、てれび戦士は防水ダンボールで新しい体を製作した。
超次元炎上エネルギー変換装置炎ジョイ1号
うぎろうの異次元獣のエネルギーとなる「炎上エネルギー」を生み出す装置。清掃課は雑誌やSNSで「うぎろうの黒い過去」と称する捏造情報を流して世間や他のどちゃもんたちのうぎろうに対する敵意を煽り、この装置で炎上エネルギーに変換し、うぎろうの異次元獣侵入前日に6兆5535億溜まったことが判明している。
偽オモイデ様
2016年佐賀編でオモイデ様になりすまして佐賀どちゃもん・ひがたろうの心を傷つける際に使用。本物との違いは頭部に清掃課のものと同じ突起がついていること。2016年度栃木編にも登場した。
電気吸い取り剤入り苺、電気吸い取り剤入り干瓢巻き、電気吸い取り剤入り餃子
2016年度栃木編で前述の偽オモイデ様と共に使用。見た目は何の変哲も無い苺、干瓢巻き、餃子であるが、実は電気吸い取り剤が仕込まれており、これを食べた超蝶野ロボと金魚Rはバッテリーが減少し、栃木どちゃもん・とちぼるたも雷エネルギーが消滅してしまった。
超次元お笑い封じマシーンワラエナイザーEX
超次元チリトラー808の先端のノズル部分に取りつけて使う円盤形のアタッチメント。緑色の煙のようなオーラを放ち、大阪どちゃもん・はまじゅんを含めた大阪中の人々から笑いを奪った。てれび戦士はこれを中和するために大阪の粉物に使用される小麦粉「ナニワコナモニウム」を第5やたがらす丸から散布し、これによってワラエナイザーは爆発して地球係の3人は粉まみれになってしまった。
超次元イケメンスプレー
大水が通販で購入した、使うとイケメンになれるスプレー。副作用の懸念があった事から実験として和歌山どちゃもん・もさくの巣の前に置かれ、これを使ったもさくは緑の服の青年（演：鳥羽潤）に変身した。
超次元鹿
2016年度奈良編で奈良どちゃもん・きんしゃかが召喚したよすがん鹿に葛餅を食べさせられないようにするために使用した白い鹿。しかしよすがん鹿が冬毛なのに対して超次元鹿は夏毛だったため、奈良県山添村のゆるキャラのてんまるに見破られた。
こまちまちこの異次元獣取扱いマニュアル
チリトラー808に潜入した北海道どちゃもん・るるが、こまちまちこを解放する方法を探すために盗み見ようとしたマニュアル。見始めた所でぱぺらぴ子が現れてお片付け(=消去)した。
超次元乾燥わかめ
超次元帝国産の乾燥ワカメ。天馬係長が、自分を助けてくれた滝口ひかりの家にお礼としてこれを届けようとしたが、そこに三陸ワカメを探しに行っていた一家の父親（演：げんしじん）が帰宅したため、こっそり家の郵便受けに入れていった。
超次元VRこまちまちこ
宮城どちゃもん・ぎやみの顔に取りつけた、秋田どちゃもん・こまちまちこの映像を映すVRゴーグル。触ると電撃が走るため普通の方法では外せない。
超次元こけし
2016年度宮城編でぎやみがよすがん生成に必要な牡蠣を食べられないようにするために使用した、超次清掃課地球係員の姿を模したこけし。数字の1、2、3、4、5が書かれたものの5種類があり、このうち5と書かれたものだけが非常に大きい。
偽こまちまちこ
北海道どちゃもん・るるを騙すために使用したこまちまちこのホログラム。1回目は騙すことに成功したが、2回目はるるを騙すことはできなかった。
超次元虫除けスプレー
超次元チリトラー808の周囲に強力なバリアを張り、あらゆる物の侵入を防ぐスプレー。マタギの五郎の手紙を取り返そうとしたるるに対して使用。
超次元トランジスター
次元ホール消去作戦において、チリトラー808と第5やたがらす丸のエンジンを直結するために用意された装置。

### リポーター
「週刊ニュース深追い」のキャスター。異次元獣の被害状況をリポートしているが、自身が異次元獣の被害に遭うことも少なくない。
- 茂木淳一
- 森田まりこ

### その他関係者
久保田雅人
セロハンテープの異次元獣のコアとなったセロハンテープの持ち主。以前姪のために作ったセロハンテープのネックレスを受け取ってもらえなかったために八つ当たりしてセロハンテープを捨ててしまい、これがセロハンテープの異次元獣の誕生に繋がってしまった。異次元獣戦には助っ人として登場。異次元獣に新聞紙のけん玉を見せ、勝利に貢献した。2016年度にもリサイクルの方法を教えてくれるゲストとして登場している。
田中卓志 （アンガールズ）
ぷうかの親友。2014年度ではぷうかが働くお好み焼き屋の客として登場した。2015年度ではぷうかと二郎さんが結婚することをてれび戦士に明かしたほか、結婚祝いのビデオメッセージを送っている。2016年度ではぷうかに初恋の味のお好み焼きを作る約束をしたことを明かし、マネージャーの制止を振り切って異次元獣戦に協力。初恋焼きを見せてぷうかの救出に大きく貢献したほか、ぷうかに広島東洋カープがセ・リーグ1位である吉報を伝えた。
天童よしみ
口紅の異次元獣のコアとなった口紅の持ち主。ファンから貰った口紅を大切にしていたが、一度も使わないままいつのまにか紛失してしまい、これが口紅の異次元獣の誕生に繋がってしまった。てれび戦士に真相を明かした後、口紅の異次元獣の暴走阻止を託した。
坂田利夫
スプーンの異次元獣のコアとなったスプーンを製造していた会社の社長で、てれび戦士・杉本の幼馴染。売り上げが伸びず多額の借金をしたため、自暴自棄になって大量のスプーンを捨ててしまい、このうちの一つが異次元獣になってしまった。異次元獣戦前日に異次元獣の体内に閉じ込められてしまうが、異次元獣のコアが剥き出しになったことで救出された。
サンキュータツオ
路上で自ら製作した国語辞典を売り歩いていた男性。虎南と瓜二つの妻イヨと、カレンに瓜二つの一人娘エミがいるが、2人とも10年前に他界している。国語辞典に人々が見向きもしないことを悲しんでいたがために国語辞典の異次元獣に憑依されてしまうが、辻村と笹原によって事なきを得る。実は彼が売っていた国語辞典は「愛」の項目の説明文が抜けている未完成の国語辞典で、家族を失い、愛の意味を見出せなかったために書けなかったと話す。しかし虎南とカレンの励ましにより国語辞典を完成させて売り出すことを決意し、同時に国語辞典の異次元獣が愛に飢えていることを伝えた。
なお、異次元獣関連のゲストキャラクターとしては唯一持ち主ではなく、国語辞典の異次元獣の持ち主は最後まで不明だった。
茂田才来（演：ウネバサミ一輝）
バイクの事を「単車」と書いてマシンと読んでいるライダー。最初は彼女を乗せてツーリングに出かける最中にくまのぬいぐるみの異次元獣の影響でバイクが玩具サイズに縮められ、おまけに彼女にも振られてしまった。他にも2015年度福岡編ではラーメン屋台の異次元獣の影響でヘルメットが提灯と化してしまい、カメラの異次元獣決戦編では金縛り状態になり、2016年度和歌山編ではひったくりに遭った後、おくとぱすみれの異次元獣の影響で突然起き上がってミュージカルを始めてしまうなど度々異次元獣の被害に遭う。
竹内力
くまのぬいぐるみの異次元獣のコアとなったテディベアの持ち主。本人によると5歳の時のクリスマスプレゼントに熊のぬいぐるみを貰い、「ピーちゃん」という名前をつけて大切にしていたが、中学生時代、学校に持ち込んだことがばれて級友たちにからかわれたため捨ててしまい、これが異次元獣誕生に繋がってしまった。異次元獣戦にはサンタクロースの姿で登場し、ロックポイントのキーワードから「赤鼻のトナカイ」を歌えばよいことを思いつき、勝利に大きく貢献した。
野村靖（演：大野拓朗）
大河ドラマ「花燃ゆ」とのコラボで登場。I.M.Oを食べてしまったために現代へとワープしてきた侍。ふくぺらぶうをわざと怒らせて膨らませることでコチリトラーに吸い込まれるのを防ぐというキレっぷりを見せた。その一方で心が荒んでいた大野課長を慰めて立ち直らせる心優しい一面も持っている。
スギちゃん
靴下の異次元獣のコアとなった靴下の持ち主。本人によると嘗て芸の練習に使っていた靴下のうち左側を失くし、残った右側だけを捨ててしまい、これが異次元獣誕生に繋がってしまった。異次元獣戦では清掃課に捕まってしまうが、異次元獣に靴下を吐き出させて弱体化のきっかけを作ったり、ロックポイントの解除方法を大水に吐かせてそれを筒抜けにするなど、勝利に大きく貢献した。
原口あきまさ
ラーメン屋台の異次元獣のコアとなった屋台の持ち主。もともとこの屋台は彼の父のもので、それを粗大ゴミとして捨てたことが異次元獣誕生に繋がってしまった。異次元獣戦では大水がうっかり喋ってしまった余計な一言から父の夢を思い出し、勝利に貢献した。2016年度では茶の間戦士訓練に乱入してくるようになった。
狩野英孝
カメラの異次元獣のコアとなったフィルムカメラの持ち主。もともとこのカメラは彼の祖父(狩野の二役)のもので、重くて使いにくいという理由で捨ててしまったことが異次元獣誕生に繋がってしまった。異次元獣戦では清掃課に捕まってしまい、味方の振りをした上で「ずんだ餅を買いに行く」と称して脱出を試みるも失敗。最終的にさすらかすらの喜多方ラーメンで気を引く作戦により脱出に成功し、異次元獣に祖父の自撮り写真を見せ、勝利に貢献した。
小沢一敬 （スピードワゴン）
かつてうぎろうと「鵜頂天」というコンビを組んでいた芸人。自らコンビを解消したためにうぎろうが暴走したという自責の念に駆られており、どちゃどちゃ会議には通信で参加してうぎろうの救出を訴えた。異次元獣戦では清掃課に捕まってしまうが、通信越しに「愛は憎しみを消す」と告げて異次元獣弱体化のヒントを教えた後、記憶のかけらのキーワード「てんかとろうぜ」を見て、合言葉であることを思い出してその苦労話を語り、清掃課を泣かせてその隙に脱出しITAISEN一行に合流。うぎろうの解放と勝利に貢献した。
長谷川俊輔 （クマムシ）
芸能事務所「クマムシエンターテイメント」の社長。おくとぱすみれにスカウトを拒否されたため彼女の活動を妨害していたが、実は内心ではおくとぱすみれの歌声を気に入っており、「ファン1号」を名乗って文通をしていた。異次元獣戦にも協力し、おくとぱすみれの解放に大きく貢献した。
滝口ひかり
家の玄関を掃除していた時、たまたま落ちてきた天馬係長と出会った女性。天馬係長と仲良くなるが、彼女にも家族がいるということを悟った天馬係長は、乾燥わかめをお土産に置き自ら彼女の家を去った。
五郎（演：阿部薫）
こまちまちこの恋人だったマタギ。怪我をしていたところをこまちまちこに助けられたものの、周囲に反対され別れた。しかし、実際は畑の作物を横取りしたり、嘘をついて回っていたろくでなしの男で、そのことから「ほらふき五郎」と呼ばれ、罰を与えようとするなまはげに追いかけられていた最中に怪我をしてこまちまちこに出会ったことが後に判明した。しかしこまちまちこに対する好意と愛情は本物でその思いを手紙に書き残しており、この手紙がこまちまちこの救出のキーアイテムとなった。
壇蜜
五郎の子孫(孫の孫の孫)。秋田県内のとある神社で巫女をしている。てれび戦士たちに五郎がどういう人間だったのかを語り、彼のこまちまちこに向けた手紙を渡した。

### 週刊ニュース深追い
「週刊ニュース深読み」のパロディ。異次元獣の被害を放送するニュース番組。キャスターは茂木淳一と森田まりこ。
| 週 | タイトル                                                                | リポーター | 関係する異次元獣 | 放送日          |
| -- | ----------------------------------------------------------------------- | ---------- | ---------------- | --------------- |
| 1  | セロハンテープで大量のレシートが貼り付けられる                          | 茂木淳一   | セロハンテープ   | 2014年 03月31日 |
| 2  | 春の怪現象 全国で多発 麺がセロハンテープに                              | 森田まりこ | セロハンテープ   | 04月07日        |
| 3  | またも怪事件 セロハンテープが!?                                         | 茂木淳一   | セロハンテープ   | 04月14日        |
| 4  | コンビニエンスストアの被害 ※セロハンテープで連れ去られた車              | 茂木淳一   | セロハンテープ   | 04月28日        |
| 5  | 口紅がうまく塗れない                                                    | 森田まりこ | 口紅             | 05月06日        |
| 6  | 謎の口紅事件から1週間 街の様子を緊急リポート!                           | 茂木淳一   | 口紅             | 05月12日        |
| 7  | 口裂けメークが大ブーム!                                                 | 森田まりこ | 口紅             | 05月19日        |
| 8  | 口裂けメークブーム終了!                                                 | 森田まりこ | 口紅             | 06月02日        |
| 9  | “キスマーク”で夫婦げんか多発                                            | 茂木淳一   | 口紅             | 06月10日        |
| 10 | 街中にキスマーク出現 混乱の現場をリポート                               | 茂木淳一   | 口紅             | 06月23日        |
| 11 | 高校のグラウンドに穴が開く                                              | 森田まりこ | スプーン         | 07月01日        |
| 14 | ロボットが暴走!?大阪の町が穴だらけ                                      | 茂木淳一   | スプーン         | 09月01日        |
| 18 | 異次元獣の謎に迫る                                                      | 茂木淳一   |                  | 10月09日        |
| 19 | レストランの食事 すべてアイウエオ順に出される                           | 茂木淳一   | 国語辞典         | 10月14日        |
| 20 | 国語辞典の異次元獣被害広がる！                                          | 森田まりこ | 国語辞典         | 10月20日        |
| 21 | ことばの意味を説明しすぎる事件 広がる                                   | 茂木淳一   | 国語辞典         | 10月27日        |
| 22 | 慣用句が現実に？被害広がる                                              | 茂木淳一   | 国語辞典         | 11月10日        |
| 23 | 国語辞典の怪事件 ふたたび!                                              | 森田まりこ | 国語辞典         | 11月17日        |
| 24 | 洋服がおもちゃの人形サイズに!?                                          | 森田まりこ | ぬいぐるみ       | 11月24日        |
| 25 | またも怪事件!乗り物がおもちゃに                                         | 茂木淳一   | ぬいぐるみ       | 12月09日        |
| 26 | 全国のおもちゃにナゾの文字出現                                          | 森田まりこ | ぬいぐるみ       | 12月16日        |
| 27 | おもちゃ革命党が緊急記者会見                                            | 茂木淳一   | ぬいぐるみ       | 12月22日        |
| 28 | 異次元獣との戦いを振り返り 今後の異次元獣対策を考える                   | 茂木淳一   |                  | 2015年 01月15日 |
| 29 | あなたの街のフシギ探訪                                                  | 茂木淳一   |                  | 01月19日        |
| 30 | またも怪事件 カスタネットがオフィスに!                                  | 茂木淳一   | カスタネット     | 02月03日        |
| 43 | 名古屋城 金のしゃちほこがくつ下に                                       | 茂木淳一   | 靴下             | 06月15日        |
| 44 | くつ下に異変 転ぶ人が続出                                               | 森田まりこ | 靴下             | 06月30日        |
| 53 | 愛媛のみかん農家に大打撃                                                | 森田まりこ | ラーメン屋台     | 10月19日        |
| 55 | めしドキ♡おじゃまし隊                                                   | 茂木淳一   | ラーメン屋台     | 11月10日        |
| 56 | またも怪事件!丸いものがちょうちんに!                                    | 森田まりこ | ラーメン屋台     | 11月16日        |
| 57 | 乗用車がリヤカーに?交番のランプがちょうちんに?川の水がとんこつスープに? | 茂木淳一   | ラーメン屋台     | 11月25日        |
| 58 | “天馬係長”すべての写真に写り込む                                        | 茂木淳一   | カメラ           | 2016年 02月01日 |
| 59 | 被害拡大!写真の顔が“天馬係長”に                                         | 森田まりこ | カメラ           | 02月09日        |
| 60 | カメラによる怪現象!モノがとまる                                         | 茂木淳一   | カメラ           | 02月15日        |
| 61 | またもや怪事件!写真を撮ると人が止まる                                   | 茂木淳一   | カメラ           | 02月22日        |
| 62 | 異次元獣の影響?写真撮影で動物や電車が止まる                             | 茂木淳一   | カメラ           | 02月24日        |
| 63 | 全国でスイーツがソース味に                                              | 茂木淳一   | ぷうか           | 05月09日        |
| 64 | 全国で円形ものの上に“キャベツ”                                          | 茂木淳一   | ぷうか           | 05月16日        |
| 65 | またもや怪事件!剣道の竹刀が…!?                                          | 茂木淳一   | ぷうか           | 05月23日        |
| 66 | 異次元獣の影響か!?ひっくり返り事件多発                                  | 森田まりこ | ぷうか           | 05月30日        |
| 67 | ナゾのちょんまげ虫 大発生                                               | 芝木淳一   | うぎろう         | 06月22日        |
| 68 | まりこのトレンドなう（頭にちょんまげがつく）                            | 森田まりこ | うぎろう         | 06月27日        |
| 69 | スポーツ施設で怪現象つづく                                              | 茂木淳一   | うぎろう         | 07月04日        |
| 70 | 特集 人気急上昇!正体不明のアイドル                                      | 茂木淳一   | うぎろう         | 07月06日        |
| 71 | めしドキ♡おじゃまし隊（犬とご主人の立場が逆転する）                     | 茂木淳一   | うぎろう         | 09月12日        |
| 72 | 下剋上で人とモノの立場が逆転!                                           | 森田まりこ | うぎろう         | 09月21日        |
| 73 | 徹底検証!うぎろうの黒い過去!!                                           | 茂木淳一   | うぎろう         | 09月26日        |
| 74 | 異次元獣の影響か 各地で争いあいつぐ                                     | 茂木淳一   | うぎろう         | 09月27日        |
| 75 | 超次元帝国のファン急増&ぱぺらぴ子ちゃんファンの行動エスカレート         | 茂木淳一   |                  | 10月24日        |
| 76 | 笑いの通じない大阪人が急増!?                                            | 森田まりこ | おくとぱすみれ   | 11月08日        |
| 77 | 緊急リポート!魚屋で信じられないできごとが!!                             | 茂木淳一   | おくとぱすみれ   | 11月14日        |
| 78 | バッグをひったくられる さらに怪現象が!?                                 | 茂木淳一   | おくとぱすみれ   | 11月22日        |
| 79 | 異次元獣の影響か?人々が悲劇のヒロイン化                                 | 茂木淳一   | おくとぱすみれ   | 12月05日        |
| 80 | 異次元獣の影響か?人生に絶望する人々が続出!                              | 森田まりこ | おくとぱすみれ   | 12月12日        |
| 81 | 異次元獣の影響?またもや怪奇現象発生 全国できりたんぽ列車大量発生!       | 茂木淳一   | こまちまちこ     | 2017年 01月16日 |
| 82 | めしドキ♡おじゃまし隊（女性の顔が白塗りになる）                         | 茂木淳一   | こまちまちこ     | 02月06日        |
| 83 | 異次元獣の影響か!?新たな怪現象発生!両親がなまはげに変身?                | 茂木淳一   | こまちまちこ     | 02月14日        |

### 特別編など

#### どちゃもん目撃情報
どちゃもん研究会の中で、この時点で未登場だったどちゃもんの目撃情報を、視聴者から投稿された絵という形で大野課長の描いた絵も交えて紹介した。

#### 世界ねんどちゃもん遺産
「ニャンちゅうワールド放送局」からのスピンオフコーナー。おねんどお姉さんこと岡田ひとみが、紙粘土でどちゃもんのフィギュア（19日はかさぽんたす、20日はほやのん）を製作した。

#### 茂木淳一のもぎたてワイド
リポーターの茂木淳一がMCを担当する情報番組。2015年度では、麿長官がこの番組に清掃課がゲスト出演するよう陰で糸を引き、ITAISENメンバーは視聴者として質問コーナーで清掃課の情報を聞き出した。2016年度ではITAISENメンバーがゲストとして第5やたがらす丸からの中継で出演し、これまでの異次元獣との戦いやオモイデ界などについて紹介した。また、飛永が番組内で紹介されたぱぺらぴ子のファンの一人として、本人役でも出演している（清掃課の飛永とは別人という設定）。また、茂木が司会のもぎ訓練が行われた。
- 放送日：2015年7月16日、2016年7月14日
- 司会：茂木淳一
- ゲスト（2015年度）：超次元帝国清掃課（松永天馬、大水洋介、飛永翼）
- 第5やたがらす丸：大野拓朗、虎南有香、飯島緋梨、小澤竜心、辻村晃佑、原田明莉

#### 第66回紅白フタ合戦
NHK紅白歌合戦のジャックを目論む清掃課を欺くためにITAISENが仕組んだ偽番組。固く締まったジャムの瓶の蓋を開ける競技でITAISENと清掃課が対戦した。
- 放送日：2015年12月30日
- 司会：森田まりこ
- ゲスト：超次元帝国清掃課（松永天馬、大水洋介、飛永翼）
- ITAISEN：大野拓朗、虎南有香、てれび戦士、蝶野正洋

### スタッフ
- 構成：上田誠

### 放映リスト

#### 2014年度
| 週 | 調査対象 | 調査対象           | 放送期間                  | 脚本         |
| -- | -------- | ------------------ | ------------------------- | ------------ |
| 01 | 徳島県   | かさぽんたす       | 2014年03月31日 - 04月03日 | 上田誠       |
| 02 | 栃木県   | とちぼるた         | 2014年04月07日 - 04月10日 | 小林英造     |
| 03 | 福岡県   | ちゃっちゃくちゃら | 2014年04月14日 - 04月17日 | 金子二郎     |
| 04 | 異次元獣 | セロハンテープ     | 2014年04月28日 - 05月01日 | 西垣匡基     |
| 05 | 奈良県   | きんしゃか         | 2014年05月05日 - 05月08日 | 福田卓郎     |
| 06 | 新潟県   | こめくるりん       | 2014年05月12日 - 05月15日 | 小林英造     |
| 07 | 千葉県   | しーびー282        | 2014年05月19日 - 05月22日 | 金子二郎     |
| 08 | 広島県   | ぷうか             | 2014年06月02日 - 06月05日 | 内田わくわく |
| 09 | 石川県   | けにまぬがあ       | 2014年06月09日 - 06月12日 | 福田卓郎     |
| 10 | 異次元獣 | 口紅               | 2014年06月23日 - 06月26日 | 小林英造     |
| 11 | 青森県   | かざまのおど       | 2014年06月30日 - 07月03日 | 金子二郎     |
| 12 | 宮崎県   | てげてげ           | 2014年07月07日 - 07月10日 | 内田わくわく |
| 13 | 静岡県   | ぎゅたあく         | 2014年07月14日 - 07月17日 | 西垣匡基     |
| 14 | 大阪府   | はまじゅん         | 2014年09月01日 - 09月04日 | 小林英造     |
| 15 | 北海道   | るる               | 2014年09月08日 - 09月11日 | 萩原恵礼     |
| 16 | 高知県   | うめたろう         | 2014年09月15日 - 09月18日 | 内田わくわく |
| 17 | 異次元獣 | スプーン           | 2014年09月22日 - 09月25日 | 西垣匡基     |
| 18 | 特別編   |                    | 2014年10月06日 - 10月09日 | 小林英造     |
| 19 | 長野県   | はくばまる         | 2014年10月13日 - 10月16日 | 福田卓郎     |
| 20 | 埼玉県   | だんきち           | 2014年10月20日 - 10月23日 | 内田わくわく |
| 21 | 島根県   | ずぶろん           | 2014年10月27日 - 10月30日 | 金子二郎     |
| 22 | 三重県   | にんまる           | 2014年11月10日 - 11月13日 | 高橋聡之     |
| 23 | 異次元獣 | 国語辞典           | 2014年11月17日 - 11月20日 | 萩原恵礼     |
| 24 | 東京都   | あかのやま         | 2014年11月24日 - 11月27日 | 内田わくわく |
| 25 | 東京都   | もものうち         | 2014年12月08日 - 12月11日 | 福田卓郎     |
| 26 | 東京都   | きのちよ           | 2014年12月15日 - 12月18日 | 小林英造     |
| 27 | 異次元獣 | くまのぬいぐるみ   | 2014年12月22日 - 12月25日 | 西垣匡基     |
| 29 | 神奈川県 | ぷにょら           | 2015年01月19日 - 01月22日 | 渡辺謙作     |
| 30 | 異次元獣 | カスタネット       | 2015年02月02日 - 02月05日 | 萩原恵礼     |

#### 2015年度
| 週 | 調査対象 | 調査対象            | 放送期間                  | 脚本         |
| -- | -------- | ------------------- | ------------------------- | ------------ |
| 34 | 徳島県   | かさぽんたす        | 2015年03月30日 - 04月02日 | 西垣匡基     |
| 35 | 群馬県   | はにまじん          | 2015年04月06日 - 04月09日 | 小林英造     |
| 36 | 長崎県   | ぴぱざえもん        | 2015年04月13日 - 04月16日 | 萩原恵礼     |
| 37 | 広島県   | ぷうか              | 2015年04月27日 - 04月30日 | 内田わくわく |
| 38 | 秋田県   | こまちまちこ        | 2015年05月04日 - 05月07日 | 萩原恵礼     |
| 39 | 山梨県   | かげむしゃむしゃ    | 2015年05月11日 - 05月14日 | 小林英造     |
| 40 | 滋賀県   | よしばっば          | 2015年05月18日 - 05月21日 | 向田邦彦     |
| 41 | 鹿児島県 | くろはやとん        | 2015年06月01日 - 06月04日 | 内田わくわく |
| 42 | 山口県   | ふくぺらぶう        | 2015年06月08日 - 06月11日 | 萩原恵礼     |
| 43 | 愛知県   | ふぃろそふぃあ      | 2015年06月15日 - 06月18日 | 佐東みどり   |
| 44 | 異次元獣 | くつ下              | 2015年06月29日 - 07月02日 | 萩原恵礼     |
| 45 | 京都府   | みやこん            | 2015年07月06日 - 07月09日 | 内田わくわく |
| 48 | 沖縄県   | ぱんがやしゃーん    | 2015年09月07日 - 09月10日 | 南晃         |
| 49 | 沖縄県   | ちるとてーく        | 2015年09月14日 - 09月17日 | 内田わくわく |
| 50 | 福井県   | ほやのん            | 2015年09月28日 - 10月01日 | 冨坂友       |
| 51 | 栃木県   | とちぼるた          | 2015年10月05日 - 10月08日 | 小林英造     |
| 52 | 兵庫県   | おくとぱすみれ      | 2015年10月12日 - 10月15日 | 萩原恵礼     |
| 53 | 愛媛県   | みぽんひめ          | 2015年10月19日 - 10月22日 | 内田わくわく |
| 54 | 茨城県   | かっぱろけ          | 2015年10月26日 - 10月29日 | 萩原恵礼     |
| 55 | 熊本県   | どもっこす          | 2015年11月09日 - 11月12日 | 小林英造     |
| 56 | 福岡県   | ちゃっちゃくちゃら  | 2015年11月16日 - 11月19日 | 萩原恵礼     |
| 57 | 異次元獣 | ラーメン屋台        | 2015年11月23日 - 11月26日 | 萩原恵礼     |
| 58 | 岡山県   | ももふぇ            | 2015年12月07日 - 12月10日 | 冨坂友       |
| 59 | 神奈川県 | ぷにょら            | 2015年12月14日 - 12月17日 | 小林英造     |
| 60 | 特別編   | 第66回NHK紅白歌合戦 | 2015年12月28日 - 12月30日 | 向田邦彦     |
| 61 | 和歌山県 | もさく              | 2016年01月11日 - 01月14日 | 内田わくわく |
| 62 | 岐阜県   | うぎろう            | 2016年01月18日 - 01月21日 | 向田邦彦     |
| 63 | 宮城県   | ぎやみ              | 2016年02月01日 - 02月04日 | 小林英造     |
| 64 | 福島県   | さすらかすら        | 2016年02月08日 - 02月11日 | 向田邦彦     |
| 65 | 岩手県   | わんこねるら        | 2016年02月15日 - 02月18日 | 西垣匡基     |
| 66 | 異次元獣 | カメラ              | 2016年02月22日 - 02月25日 | 西垣匡基     |

#### 2016年度
| 週 | 調査対象 | 調査対象       | 放送期間                  | 脚本         |
| -- | -------- | -------------- | ------------------------- | ------------ |
| 68 | 徳島県   | かさぽんたす   | 2016年04月04日 - 04月07日 | 萩原恵礼     |
| 69 | 熊本県   | どもっこす     | 2016年04月11日 - 04月14日 | 小林英造     |
| 70 | 静岡県   | ぎゅたあく     | 2016年04月25日 - 04月28日 | 内田わくわく |
| 71 | 鳥取県   | うさきゅう     | 2016年05月09日 - 05月12日 | 向田邦彦     |
| 72 | 群馬県   | はにまじん     | 2016年05月16日 - 05月19日 | 小林英造     |
| 73 | 東京都   | あかのやま     | 2016年05月23日 - 05月26日 | 向田邦彦     |
| 74 | 異次元獣 | ぷうか         | 2016年05月30日 - 06月02日 | 萩原恵礼     |
| 75 | 青森県   | かざまのおど   | 2016年06月13日 - 06月16日 | 萩原恵礼     |
| 76 | 富山県   | ふぁましす     | 2016年06月20日 - 06月23日 | 小林英造     |
| 77 | 香川県   | ぴぴた         | 2016年06月27日 - 06月30日 | 向田邦彦     |
| 78 | 埼玉県   | だんきち       | 2016年07月04日 - 07月07日 | 内田わくわく |
| 81 | 愛知県   | ふぃろそふぃあ | 2016年09月12日 - 09月15日 | 小林英造     |
| 82 | 三重県   | にんまる       | 2016年09月19日 - 09月22日 | 内田わくわく |
| 83 | 異次元獣 | うぎろう       | 2016年09月26日 - 09月29日 | 向田邦彦     |
| 84 | 山形県   | だまちゃだめ   | 2016年10月10日 - 10月13日 | 佐東みどり   |
| 85 | 大分県   | おにりぃた     | 2016年10月17日 - 10月20日 | 向田邦彦     |
| 86 | 佐賀県   | ひがたろう     | 2016年10月24日 - 10月27日 | 内田わくわく |
| 87 | 大阪府   | はまじゅん     | 2016年11月07日 - 11月10日 | 向田邦彦     |
| 88 | 栃木県   | とちぼるた     | 2016年11月14日 - 11月17日 | 佐東みどり   |
| 89 | 和歌山県 | もさく         | 2016年11月21日 - 11月24日 | 向田邦彦     |
| 90 | 奈良県   | きんしゃか     | 2016年12月05日 - 12月08日 | 内田わくわく |
| 91 | 異次元獣 | おくとぱすみれ | 2016年12月12日 - 12月15日 | 萩原恵礼     |
| 93 | 東京都   | もものうち     | 2017年01月09日 - 01月12日 | 内田わくわく |
| 94 | 北海道   | るる           | 2017年01月16日 - 01月19日 | 萩原恵礼     |
| 95 | 岩手県   | わんこねるら   | 2017年01月30日 - 02月02日 | 萩原恵礼     |
| 96 | 宮城県   | ぎやみ         | 2017年02月06日 - 02月09日 | 小林英造     |
| 97 | 福島県   | さすらかすら   | 2017年02月13日 - 02月16日 | 内田わくわく |
| 98 | 異次元獣 | こまちまちこ   | 2017年02月20日 - 02月23日 | 萩原恵礼     |
| 99 | 最終章   | 次元ホール     | 2017年02月27日 - 03月02日 | 萩原恵礼     |

## Let'sミッション

### 概要
それぞれ「ミッション」と称し、どちゃもんを仲間にする・どちゃもんを守る・異次元獣を倒すために様々な挑戦を行う。また、各地で行われる番組の公開イベントでもこのミッションの特別編が行われるという設定となっている｡

#### 現地調査
主に月曜日・火曜日に放送されたロケコーナー。てれび戦士がどちゃもんを呼び出したり助けるために、地元の人とのご当地スポーツや遊びでの対決、ご当地料理・雑貨の制作、ご当地の踊りや演目の挑戦・披露などを行う。また、異次元獣襲来週では異次元獣のコアとなった物の隠れた強さなどを実験して確かめたり、異次元獣のコアとなったどちゃもんを救う鍵を探す。

#### 博士と助手
主に水曜日に放送された第5やたがらす丸のブリーフィングルーム（CGバーチャルスタジオ）または倉庫（CG不使用）で行われるスタジオコーナー。司会はオリエンタルラジオ。その回の舞台となる都道府県やどちゃもんに関するクイズ・ゲーム、異次元獣を知る実験やクイズに挑む。

### 2014年度
| 週                                     | 2014年   | タイトル | 注釈       | 出典      |
| -------------------------------------- | -------- | --- | ---------- | --------- |
| S1-01 #001 徳島県 かさぽんたす         | 03月31日 | 徳島の“どちゃもん”を捕まえろ! | [ 注 14 ]  | [ * 4 ]   |
| S1-01 #001 徳島県 かさぽんたす         | 04月01日 | たぬき88の謎を追え! | [ 注 15 ]  | [ * 5 ]   |
| S1-01 #001 徳島県 かさぽんたす         | 04月01日 | 巨大竹ちくわを作れ! | [ 注 16 ]  | [ * 5 ]   |
| S1-01 #001 徳島県 かさぽんたす         | 04月02日 | 次元エントリーシップ乗員選抜試験 - 第1科目 徳島弁 - 第2科目 徳島の食 - 第3科目 徳島名物ジェスチャー                                                  | [ 注 17 ]  | [ * 6 ]   |
| S1-02 #002 栃木県 とちぼるた           | 04月07日 | 2つの顔を持つアルパカを探せ! | [ 注 18 ]  | [ * 7 ]   |
| S1-02 #002 栃木県 とちぼるた           | 04月08日 | 3色の鬼のかんぴょう巻きを作れ! | [ 注 19 ]  | [ * 8 ]   |
| S1-02 #002 栃木県 とちぼるた           | 04月09日 | カミナリパワーで暗号を解け!!! | [ 注 20 ]  | [ * 9 ]   |
| S1-03 #003 福岡県 ちゃっちゃくちゃら   | 04月14日 | 写真に隠された文字を探せ! | [ 注 21 ]  | [ * 10 ]  |
| S1-03 #003 福岡県 ちゃっちゃくちゃら   | 04月15日 | “輝く黄金”を探せ! | [ 注 22 ]  | [ * 11 ]  |
| S1-03 #003 福岡県 ちゃっちゃくちゃら   | 04月16日 | 金印のパズルを解け | [ 注 23 ]  | [ * 12 ]  |
| S1-04 #004 セロハンテープ の異次元獣   | 04月28日 | セロハンテープ大実験! | [ 注 24 ]  | [ * 13 ]  |
| S1-04 #004 セロハンテープ の異次元獣   | 04月29日 | 密室から脱出せよ! | [ 注 25 ]  | [ * 14 ]  |
| S1-04 #004 セロハンテープ の異次元獣   | 04月30日 | 久保田さんを救え! | [ 注 26 ]  | [ * 15 ]  |
| S1-04 #004 セロハンテープ の異次元獣   | 04月30日 | 次元ダンスマスターを探せ! | [ 注 27 ]  | [ * 15 ]  |
| S1-04 #004 セロハンテープ の異次元獣   | 04月30日 | 異次元獣と戦うためにダンスをマスターせよ! | [ 注 28 ]  | [ * 15 ]  |
| S1-05 #005 奈良県 きんしゃか           | 05月05日 | 鹿せんべい飛ばし名人 ヤベに勝て | [ 注 29 ]  | [ * 16 ]  |
| S1-05 #005 奈良県 きんしゃか           | 05月06日 | わらしべ長者で家を手に入れろ! | [ 注 30 ]  | [ * 17 ]  |
| S1-05 #005 奈良県 きんしゃか           | 05月07日 | 金魚すくい対決 達人を倒せ! | [ 注 31 ]  | [ * 18 ]  |
| S1-06 #006 新潟県 こめくるりん         | 05月12日 | 超巨大な凧を揚げろ! | [ 注 32 ]  | [ * 19 ]  |
| S1-06 #006 新潟県 こめくるりん         | 05月13日 | どちゃもんをもてなすせんべいを作れ! | [ 注 33 ]  | [ * 20 ]  |
| S1-06 #006 新潟県 こめくるりん         | 05月14日 | おむすびアートでどちゃもんの巣を探れ! | [ 注 34 ]  | [ * 21 ]  |
| S1-07 #007 千葉県 しーびー282          | 05月19日 | 名物車掌を探せ! | [ 注 35 ]  | [ * 22 ]  |
| S1-07 #007 千葉県 しーびー282          | 05月19日 | 戦国武将に勝利せよ! | [ 注 36 ]  | [ * 22 ]  |
| S1-07 #007 千葉県 しーびー282          | 05月19日 | “幻の白子”を手に入れろ! | [ 注 37 ]  | [ * 22 ]  |
| S1-07 #007 千葉県 しーびー282          | 05月20日 | チーバくんに勝利せよ! | [ 注 38 ]  | [ * 23 ]  |
| S1-07 #007 千葉県 しーびー282          | 05月20日 | ゾウにPK戦で勝利せよ! | [ 注 39 ]  | [ * 23 ]  |
| S1-07 #007 千葉県 しーびー282          | 05月21日 | 次元エントリーシップ乗員選抜試験 - 世界の機内食を見極めろ! - マルチタスク能力を発揮せよ!                                                             | [ 注 40 ]  | [ * 24 ]  |
| S1-08 #008 広島県 ぷうか               | 06月02日 | 広島のお好み焼きを学べ! | [ 注 41 ]  | [ * 25 ]  |
| S1-08 #008 広島県 ぷうか               | 06月02日 | 広島のお好み焼きを作れ! | [ 注 42 ]  | [ * 25 ]  |
| S1-08 #008 広島県 ぷうか               | 06月03日 | 恋とキスせよ! | [ 注 43 ]  | [ * 26 ]  |
| S1-08 #008 広島県 ぷうか               | 06月03日 | 「それ行けカープ」を本気で歌え! | [ 注 44 ]  | [ * 26 ]  |
| S1-08 #008 広島県 ぷうか               | 06月03日 | 優勝チームからヒットを打て! | [ 注 45 ]  | [ * 26 ]  |
| S1-08 #008 広島県 ぷうか               | 06月04日 | “サンちゃん”を探せ! | [ 注 46 ]  | [ * 27 ]  |
| S1-09 #009 石川県 けにまぬがあ         | 06月09日 | 田植えをして米を手に入れろ! | [ 注 47 ]  | [ * 28 ]  |
| S1-09 #009 石川県 けにまぬがあ         | 06月09日 | 「緑のぐるぐる」を手に入れろ! | [ 注 48 ]  | [ * 28 ]  |
| S1-09 #009 石川県 けにまぬがあ         | 06月10日 | 「くにゃくにゃしたホニャララ」を手に入れろ! | [ 注 49 ]  | [ * 29 ]  |
| S1-09 #009 石川県 けにまぬがあ         | 06月10日 | どちゃもんの思い出のドンブリを作れ! | [ 注 50 ]  | [ * 29 ]  |
| S1-09 #009 石川県 けにまぬがあ         | 06月11日 | 金魚1号の乗員を選抜せよ! - 第1科目 石川県の方言 - 第2科目 石川県名物ジェスチャー - 第3科目 金ぱく顔面キャッチ                                        | [ 注 51 ]  | [ * 30 ]  |
| S1-10 #010 口紅 の異次元獣             | 06月23日 | 異次元獣対策 中田博士の口紅大事典! - 口紅の寿命は? - 口紅の赤色の正体は? - くちびる大変身 アニマルリップを作れ!                                      | [ 注 52 ]  | [ * 31 ]  |
| S1-10 #010 口紅 の異次元獣             | 06月24日 | くちびる美人コンテストを調査せよ! | [ 注 53 ]  | [ * 32 ]  |
| S1-10 #010 口紅 の異次元獣             | 06月24日 | 究極のキスマークを学べ! | [ 注 54 ]  | [ * 32 ]  |
| S1-10 #010 口紅 の異次元獣             | 06月25日 | 食べられるおいしい口紅を作れ! | [ 注 55 ]  | [ * 33 ]  |
| S1-10 #010 口紅 の異次元獣             | 06月25日 | 究極の紅とは!? | [ 注 56 ]  | [ * 33 ]  |
| S1-11 #011 青森県 かざまのおど         | 06月30日 | 青森県民と5番勝負 ほたてほやき対決 | [ 注 57 ]  | [ * 34 ]  |
| S1-11 #011 青森県 かざまのおど         | 06月30日 | 青森県民と5番勝負 ほたて卓球対決 | [ 注 58 ]  | [ * 34 ]  |
| S1-11 #011 青森県 かざまのおど         | 07月01日 | 青森県民と5番勝負 ウニの殻で風船割り | [ 注 59 ]  | [ * 35 ]  |
| S1-11 #011 青森県 かざまのおど         | 07月01日 | 青森県民と5番勝負 吸盤綱引き | [ 注 60 ]  | [ * 35 ]  |
| S1-11 #011 青森県 かざまのおど         | 07月01日 | 青森県民と5番勝負 にんにく相撲 | [ 注 61 ]  | [ * 35 ]  |
| S1-11 #011 青森県 かざまのおど         | 07月02日 | 青森版肝試しで心を鍛えろ! | [ 注 62 ]  | [ * 36 ]  |
| S1-12 #012 宮崎県 てげてげ             | 07月07日 | ひょっとこ踊りコンテストで優勝せよ! | [ 注 63 ]  | [ * 37 ]  |
| S1-12 #012 宮崎県 てげてげ             | 07月08日 | うま〜いチキン南蛮を作れ! | [ 注 64 ]  | [ * 38 ]  |
| S1-12 #012 宮崎県 てげてげ             | 07月09日 | 次元エントリーシップ乗員選抜試験 - 宮崎県の方言 - 宮崎県の名物 - 宮崎県の旗 - 宮崎でボケましょう!                                                    | [ 注 65 ]  | [ * 39 ]  |
| S1-13 #013 静岡県 ぎゅたあく           | 07月14日 | “深海の悪魔”を調査せよ! ミツクリザメを釣るエサを探せ!                                                                                                | [ 注 66 ]  | [ * 40 ]  |
| S1-13 #013 静岡県 ぎゅたあく           | 07月15日 | ミツクリザメを釣り上げろ! | [ 注 67 ]  | [ * 41 ]  |
| S1-13 #013 静岡県 ぎゅたあく           | 07月16日 | 金魚1号の乗員を選抜せよ! - 第1科目 静岡県の名物料理 - 第2科目 うなぎのつかみどり                                                                     | [ 注 68 ]  | [ * 42 ]  |
| S1-14 #014 大阪府 はまじゅん           | 09月01日 | 3体のロボットと戦え!騎馬戦ロボット | [ 注 69 ]  | [ * 43 ]  |
| S1-14 #014 大阪府 はまじゅん           | 09月01日 | 3体のロボットと戦え! サッカーロボット | [ 注 70 ]  | [ * 43 ]  |
| S1-14 #014 大阪府 はまじゅん           | 09月02日 | 3体のロボットと戦え! バトルロボット | [ 注 71 ]  | [ * 44 ]  |
| S1-14 #014 大阪府 はまじゅん           | 09月02日 | 大阪しゃれ言葉クイズ | [ 注 72 ]  | [ * 44 ]  |
| S1-14 #014 大阪府 はまじゅん           | 09月03日 | あめちゃんを100個集めろ! | [ 注 73 ]  | [ * 45 ]  |
| S1-15 #015 北海道 るる                 | 09月08日 | “ミルキー”と勝負しろ! | [ 注 74 ]  | [ * 46 ]  |
| S1-15 #015 北海道 るる                 | 09月08日 | 北海道のとりこになるピザを作れ! 肉 | [ 注 75 ]  | [ * 46 ]  |
| S1-15 #015 北海道 るる                 | 09月08日 | 北海道のとりこになるピザを作れ! 野菜 | [ 注 76 ]  | [ * 46 ]  |
| S1-15 #015 北海道 るる                 | 09月09日 | 北海道のとりこになるピザを作れ! チーズ ピザ作り | [ 注 77 ]  | [ * 47 ]  |
| S1-15 #015 北海道 るる                 | 09月10日 | 金魚1号乗員選抜試験 - 氷柱に抱き付け! - 中華鍋押し相撲!                                                                                              | [ 注 78 ]  | [ * 48 ]  |
| S1-16 #016 高知県 うめたろう           | 09月15日 | もうひとつの“33番地”を探せ | [ 注 79 ]  | [ * 49 ]  |
| S1-16 #016 高知県 うめたろう           | 09月15日 | 皿鉢料理を用意せよ!“KTTK”を探す | [ 注 80 ]  | [ * 49 ]  |
| S1-16 #016 高知県 うめたろう           | 09月16日 | 皿鉢料理を用意せよ!“IMKP”を探す | [ 注 81 ]  | [ * 50 ]  |
| S1-16 #016 高知県 うめたろう           | 09月16日 | とさいぬパーク | [ 注 82 ]  | [ * 50 ]  |
| S1-16 #016 高知県 うめたろう           | 09月17日 | 金魚1号乗員選抜試験 - 高知県クイズ - カツオチャンバラ対決                                                                                            | [ 注 83 ]  | [ * 51 ]  |
| S1-17 #017 スプーン の異次元獣         | 09月22日 | スプーンを徹底研究せよ! - スプーンの機能を知れ! - スプーンの意外な使い方を知れ! - スプーン曲げを身につけろ!                                          | [ 注 84 ]  | [ * 52 ]  |
| S1-17 #017 スプーン の異次元獣         | 09月23日 | 強くて“なにわ力”のあるスプーンを作れ! | [ 注 85 ]  | [ * 53 ]  |
| S1-17 #017 スプーン の異次元獣         | 09月23日 | 鋼で最強のスプーンを作れ! | [ 注 86 ]  | [ * 53 ]  |
| S1-17 #017 スプーン の異次元獣         | 09月24日 | “なにわ力”あふれるスプーンを発明せよ! | [ 注 87 ]  | [ * 54 ]  |
| S1-17 #017 スプーン の異次元獣         | 09月24日 | スプーンをロケットで飛ばせ! | [ 注 88 ]  | [ * 54 ]  |
| S1-18 #018 特別編                      | 10月06日 | どちゃもん研究会DRS どちゃもんのカラダ大研究 | [ 注 89 ]  | [ * 55 ]  |
| S1-18 #018 特別編                      | 10月07日 | どちゃもん研究会DRS どちゃもんのパワー大研究 | [ 注 90 ]  | [ * 56 ]  |
| S1-18 #018 特別編                      | 10月08日 | どちゃもん研究会DRS どちゃもん性格診断テスト | [ 注 91 ]  | [ * 57 ]  |
| S1-18 #018 特別編                      | 10月09日 | 週刊ニュース深追い - 異次元獣の謎に迫る - 異次元獣との戦い                                                                                           | [ 注 92 ]  | [ * 58 ]  |
| S1-18 #018 特別編                      | 10月09日 | にっぽん・なんばあず普及委員会 |            | [ * 58 ]  |
| S1-19 #019 長野県 はくばまる           | 10月13日 | キャニオニングをマスターせよ! | [ 注 93 ]  | [ * 59 ]  |
| S1-19 #019 長野県 はくばまる           | 10月14日 | ハチノコおやきを作れ! | [ 注 94 ]  | [ * 60 ]  |
| S1-19 #019 長野県 はくばまる           | 10月15日 | 金魚1号乗員選抜試験 - 第1科目 長野ジェスチャークイズ - 第2科目 かっぱ障害物競走                                                                      | [ 注 95 ]  | [ * 61 ]  |
| S1-20 #020 埼玉県 だんきち             | 10月20日 | 鉄道の知識を身につけよ! | [ 注 96 ]  | [ * 62 ]  |
| S1-20 #020 埼玉県 だんきち             | 10月21日 | ダンボールを調査せよ! - ダンボール箱に何人乗れる? - ダンボールはタマゴを守れるか? - ダンボールで巨大工作!                                            | [ 注 97 ]  | [ * 63 ]  |
| S1-20 #020 埼玉県 だんきち             | 10月22日 | 後藤ベーを手に入れろ! | [ 注 98 ]  | [ * 64 ]  |
| S1-21 #021 島根県 ずぶろん             | 10月27日 | 島根県 加茂岩倉遺跡でどちゃもんを探せ! | [ 注 99 ]  | [ * 65 ]  |
| S1-21 #021 島根県 ずぶろん             | 10月27日 | 石見神楽に挑戦せよ! | [ 注 100 ] | [ * 65 ]  |
| S1-21 #021 島根県 ずぶろん             | 10月28日 | 松江市でまじないの銅鐸を探せ! | [ 注 101 ] | [ * 66 ]  |
| S1-21 #021 島根県 ずぶろん             | 10月28日 | 宍道湖でシジミをとれ! | [ 注 102 ] | [ * 66 ]  |
| S1-21 #021 島根県 ずぶろん             | 10月28日 | 人食い大亀に水をそなえろ! | [ 注 103 ] | [ * 66 ]  |
| S1-21 #021 島根県 ずぶろん             | 10月29日 | 金魚1号乗員選抜試験 - 第1科目 どじょうすくいおどり - 第2科目 島根県の方言                                                                            | [ 注 104 ] | [ * 67 ]  |
| S1-22 #022 三重県 にんまる             | 11月10日 | 鈴鹿サーキットでスピードを身につけろ! | [ 注 105 ] | [ * 68 ]  |
| S1-22 #022 三重県 にんまる             | 11月11日 | ツイン真珠をゲットせよ! | [ 注 106 ] | [ * 69 ]  |
| S1-22 #022 三重県 にんまる             | 11月11日 | 3つの忍術を身に付けろ! 護身の技 手裏剣 | [ 注 107 ] | [ * 69 ]  |
| S1-22 #022 三重県 にんまる             | 11月11日 | 3つの忍術を身に付けろ! 潜入の技 蜘蛛の術 | [ 注 107 ] | [ * 69 ]  |
| S1-22 #022 三重県 にんまる             | 11月12日 | 3つの忍術を身に付けろ! 潜入の技 水越えの術 | [ 注 107 ] | [ * 70 ]  |
| S1-22 #022 三重県 にんまる             | 11月12日 | 金魚1号の乗員を選抜せよ! - 第1科目 三重県名物ジェスチャー - 第2科目 三重県の方言                                                                     | [ 注 108 ] | [ * 70 ]  |
| S1-23 #023 国語辞典 の異次元獣         | 11月17日 | 国語辞典を調査せよ - 巨大辞書カルタ - 言葉の説明力テスト                                                                                             | [ 注 109 ] | [ * 71 ]  |
| S1-23 #023 国語辞典 の異次元獣         | 11月18日 | バイブスの意味を国語辞典にのせろ! | [ 注 110 ] | [ * 72 ]  |
| S1-23 #023 国語辞典 の異次元獣         | 11月19日 | 虎南分析官とカレンを助け出せ! | [ 注 111 ] | [ * 73 ]  |
| S1-24 #024 東京都 あかのやま           | 11月24日 | 相撲の特訓をせよ! | [ 注 112 ] | [ * 74 ]  |
| S1-24 #024 東京都 あかのやま           | 11月25日 | 目指せ横綱 大相撲クイズ | [ 注 113 ] | [ * 75 ]  |
| S1-24 #024 東京都 あかのやま           | 11月25日 | 東京都大会の優勝者に勝て! | [ 注 114 ] | [ * 75 ]  |
| S1-24 #024 東京都 あかのやま           | 11月26日 | バブルサッカーで鍛えろ! | [ 注 115 ] | [ * 76 ]  |
| S1-25 #025 東京都 もものうち           | 12月08日 | “秋葉原”でおもしろい人を探せ! | [ 注 116 ] | [ * 77 ]  |
| S1-25 #025 東京都 もものうち           | 12月08日 | ヲタ芸パフォーマンスに挑戦 | [ 注 117 ] | [ * 77 ]  |
| S1-25 #025 東京都 もものうち           | 12月09日 | おもしろい人をさらに探せ 擬人化コスプレに挑戦 | [ 注 118 ] | [ * 78 ]  |
| S1-25 #025 東京都 もものうち           | 12月10日 | 金魚1号乗員選抜試験 - 集中力で筋肉スーツをふくらませろ - 拍手ロボットで真剣白羽どり - マネキンで遠くから抱きしめろ                                   | [ 注 119 ] | [ * 79 ]  |
| S1-26 #026 東京都 きのちよ             | 12月15日 | 東京名物 どじょう鍋を作れ! | [ 注 120 ] | [ * 80 ]  |
| S1-26 #026 東京都 きのちよ             | 12月16日 | はしご乗りで弱点を克服せよ! | [ 注 121 ] | [ * 81 ]  |
| S1-26 #026 東京都 きのちよ             | 12月17日 | のっぺらぼうの正体を探れ - 怪談 のっぺらぼう - 人を怖がらせる話し方 - 怪談 のっぺらぼう 後半                                                         | [ 注 122 ] | [ * 82 ]  |
| S1-27 #027 くまのぬいぐるみ の異次元獣 | 12月22日 | おもちゃのまちでおもちゃを100個調査せよ! | [ 注 123 ] | [ * 83 ]  |
| S1-27 #027 くまのぬいぐるみ の異次元獣 | 12月23日 | くまのぬいぐるみの魅力を調査せよ! | [ 注 124 ] | [ * 84 ]  |
| S1-27 #027 くまのぬいぐるみ の異次元獣 | 12月24日 | 竹内力とおもちゃで勝負せよ! 1. ツイスター 2. 黒ひげ危機一発 3. フラフープ 4. ボクサーだましい 拳闘士魂 5. ブタミントン                               | [ 注 125 ] | [ * 85 ]  |
| 週                                     | 2015年   | タイトル | 注釈       | 出典      |
| S1-28 #028 特別編                      | 01月12日 | どちゃもん研究会DRS どちゃもんの体を大研究! | [ 注 126 ] | [ * 86 ]  |
| S1-28 #028 特別編                      | 01月12日 | 原田明莉の航海日誌 高知どちゃもん うめたろう |            | [ * 86 ]  |
| S1-28 #028 特別編                      | 01月13日 | どちゃもん研究会DRS どちゃもんの必殺技を大研究! | [ 注 127 ] | [ * 87 ]  |
| S1-28 #028 特別編                      | 01月13日 | 小澤竜心の航海日誌 三重どちゃもん にんまる |            | [ * 87 ]  |
| S1-28 #028 特別編                      | 01月14日 | どちゃもん研究会DRS どちゃもんの巣を大研究! | [ 注 128 ] | [ * 88 ]  |
| S1-28 #028 特別編                      | 01月14日 | 飯島緋梨の航海日誌 長野どちゃもん はくばまる |            | [ * 88 ]  |
| S1-28 #028 特別編                      | 01月15日 | 週刊ニュース深追い - 異次元獣との戦いを振り返る - これからの異次元獣対策は                                                                           | [ 注 129 ] | [ * 89 ]  |
| S1-28 #028 特別編                      | 01月15日 | 第2回 にっぽん・なんばあず普及委員会 |            | [ * 89 ]  |
| S1-29 #029 神奈川県 ぷにょら           | 01月19日 | ストーリー「てれび戦士のニセ者登場?」 | [ 注 130 ] | [ * 90 ]  |
| S1-29 #029 神奈川県 ぷにょら           | 01月20日 | ストーリー「やたがらす丸 危機一髪!」 |            | [ * 91 ]  |
| S1-29 #029 神奈川県 ぷにょら           | 01月20日 | どちゃもん研究会DRS 神奈川県3択クイズ | [ 注 131 ] | [ * 91 ]  |
| S1-29 #029 神奈川県 ぷにょら           | 01月21日 | ストーリー「どちゃもんの親発見?」 | [ 注 132 ] | [ * 92 ]  |
| S1-30 #030 カスタネット の異次元獣     | 02月02日 | カスタネットを捨てたのは? - うっかり者を探せ! - 単純作業が苦手なてれび戦士を探せ! - リズム感のないてれび戦士を探せ!                                  | [ 注 133 ] | [ * 93 ]  |
| S1-30 #030 カスタネット の異次元獣     | 02月03日 | リズム感をきたえろ! - そば職人のリズムは? - はたおりのリズムは? - 弁当で特訓?                                                                        | [ 注 134 ] | [ * 94 ]  |
| S1-30 #030 カスタネット の異次元獣     | 02月04日 | にっぽん・なんばあず強化作戦 - カスタネットの基本 - 大人数でカスタネット - とっておきの技“とろろん” - カスタネットの名わき役 - カスタネットでおどれ! | [ 注 135 ] | [ * 95 ]  |
| S1-31 #031 特別編                      | 02月09日 | てれび戦士強化訓練 テントで1人で寝ろ | [ 注 136 ] | [ * 96 ]  |
| S1-31 #031 特別編                      | 02月09日 | てれび戦士強化訓練 大なわを跳べるようになれ | [ 注 137 ] | [ * 96 ]  |
| S1-31 #031 特別編                      | 02月10日 | てれび戦士強化訓練 モノマネ能力を強化せよ | [ 注 138 ] | [ * 97 ]  |
| S1-31 #031 特別編                      | 02月10日 | てれび戦士強化訓練 苦手な犬と仲よくなれ | [ 注 139 ] | [ * 97 ]  |
| S1-31 #031 特別編                      | 02月11日 | 茶の間戦士を慰労せよ! |            | [ * 98 ]  |
| S1-31 #031 特別編                      | 02月12日 | 茶の間戦士レベルアップ大作戦 |            | [ * 99 ]  |
| S1-32 #032 特別編                      | 03月16日 | ミッションプレイバック いきもの編 |            | [ * 100 ] |
| S1-32 #032 特別編                      | 03月17日 | ミッションプレイバック 伝統芸能編 |            | [ * 101 ] |
| S1-32 #032 特別編                      | 03月18日 | ミッションプレイバック たべもの編 |            | [ * 102 ] |
| S1-32 #032 特別編                      | 03月19日 | ミッションプレイバック 対決編 |            | [ * 103 ] |
| S1-33 #033 特別編                      | 03月23日 | ミッションプレイバック てれび戦士が語る! いきもの編                                                                                                  | [ 注 140 ] | [ * 104 ] |
| S1-33 #033 特別編                      | 03月24日 | ミッションプレイバック てれび戦士が語る! 伝統芸能編                                                                                                  | [ 注 141 ] | [ * 105 ] |
| S1-33 #033 特別編                      | 03月25日 | ミッションプレイバック てれび戦士が語る! たべもの編                                                                                                  | [ 注 142 ] | [ * 106 ] |
| S1-33 #033 特別編                      | 03月26日 | ミッションプレイバック てれび戦士が語る! 対決編 | [ 注 143 ] | [ * 107 ] |

### 2015年度
| 週                                         | 2015年   | タイトル | 注釈       | 出典      |
| ------------------------------------------ | -------- | --- | ---------- | --------- |
| S2-01 #034 徳島県 かさぽんたす             | 03月30日 | かさぽんたすをさがせ! | [ 注 144 ] | [ * 108 ] |
| S2-01 #034 徳島県 かさぽんたす             | 03月31日 | うずましーんに回転パワーを集めろ - 回転ワザ その1 ペンを回せ! - 回転ワザ その2 ピザを回せ! - 回転ワザ その3 皿を回せ!          | [ 注 145 ] | [ * 109 ] |
| S2-01 #034 徳島県 かさぽんたす             | 04月01日 | 阿波おどりで回転パワーを生み出せ!                                                                                              | [ 注 146 ] | [ * 110 ] |
| S2-02 #035 群馬県 はにまじん               | 04月06日 | 巨大化したはにまじんに綱渡りを見せろ!                                                                                          | [ 注 147 ] | [ * 111 ] |
| S2-02 #035 群馬県 はにまじん               | 04月07日 | 古代料理を作れ! | [ 注 148 ] | [ * 112 ] |
| S2-02 #035 群馬県 はにまじん               | 04月08日 | 上毛かるたでG-FIVEに勝て!!! | [ 注 149 ] | [ * 113 ] |
| S2-03 #036 長崎県 ぴぱざえもん             | 04月13日 | 王様をもてなす中国の芸をマスターせよ!                                                                                          | [ 注 150 ] | [ * 114 ] |
| S2-03 #036 長崎県 ぴぱざえもん             | 04月14日 | 大様へのおみやげ長崎名物を集めろ!                                                                                              | [ 注 151 ] | [ * 115 ] |
| S2-03 #036 長崎県 ぴぱざえもん             | 04月15日 | 金魚1号の乗員を選抜せよ! - 第1科目 ホンモノを見きわめろ! 長崎グルメクイズ - 第2科目 行動を予測しろ! 長崎おもしろ伝統行事クイズ | [ 注 152 ] | [ * 116 ] |
| S2-04 #037 広島県 ぷうか                   | 04月27日 | ぷうかのためにおしゃれなゲタを手に入れろ! - ゲタタワーで対決! - ゲタムカデで対決! - ゲタとばしで対決!                          | [ 注 153 ] | [ * 117 ] |
| S2-04 #037 広島県 ぷうか                   | 04月28日 | 二郎さんの愛のメッセージを大書で書け!                                                                                          | [ 注 154 ] | [ * 118 ] |
| S2-04 #037 広島県 ぷうか                   | 04月29日 | ぷうかの結婚式を余興でもりあげろ!                                                                                              | [ 注 155 ] | [ * 119 ] |
| S2-05 #038 秋田県 こまちまちこ             | 05月04日 | どちゃもん研究会DRS 秋田県3択クイズ                                                                                            | [ 注 156 ] | [ * 120 ] |
| S2-05 #038 秋田県 こまちまちこ             | 05月05日 | オリジナル寒天料理を作れ! | [ 注 157 ] | [ * 121 ] |
| S2-05 #038 秋田県 こまちまちこ             | 05月06日 | 紙風船を空高く飛ばせ! | [ 注 158 ] | [ * 122 ] |
| S2-06 #039 山梨県 かげむしゃむしゃ         | 05月11日 | 金を手に入れろ! | [ 注 159 ] | [ * 123 ] |
| S2-06 #039 山梨県 かげむしゃむしゃ         | 05月12日 | 手すき和紙をつくり騎馬武者の影をうつせ!                                                                                        | [ 注 160 ] | [ * 124 ] |
| S2-06 #039 山梨県 かげむしゃむしゃ         | 05月13日 | めしどき むしゃりずむのダンスを身につけろ!                                                                                     | [ 注 161 ] | [ * 125 ] |
| S2-07 #040 滋賀県 よしばっば               | 05月18日 | “よし”を調べてよしばっばの巣を探せ!                                                                                            | [ 注 162 ] | [ * 126 ] |
| S2-07 #040 滋賀県 よしばっば               | 05月19日 | いかぐ糸を手に入れろ! | [ 注 163 ] | [ * 127 ] |
| S2-07 #040 滋賀県 よしばっば               | 05月20日 | 金魚1号の乗員を選抜せよ! - 第1科目五車の術 - 第2科目鳴きまねの術                                                               | [ 注 164 ] | [ * 128 ] |
| S2-08 #041 鹿児島県 くろはやとん           | 06月01日 | 鹿児島であばれる黒い影の正体を追え                                                                                             | [ 注 165 ] | [ * 129 ] |
| S2-08 #041 鹿児島県 くろはやとん           | 06月01日 | 黒いつぼをさがせ! 黒酢の仕込みを手伝え!                                                                                        | [ 注 166 ] | [ * 129 ] |
| S2-08 #041 鹿児島県 くろはやとん           | 06月02日 | くろはやとんを呼び出す酢豚を作れ!                                                                                              | [ 注 167 ] | [ * 130 ] |
| S2-08 #041 鹿児島県 くろはやとん           | 06月02日 | 西郷さんの人物像をさぐれ! | [ 注 168 ] | [ * 130 ] |
| S2-08 #041 鹿児島県 くろはやとん           | 06月03日 | 時空跳躍でんぷんを活性化させよ! サツマイモ3択クイズ                                                                            | [ 注 169 ] | [ * 131 ] |
| S2-09 #042 山口県 ふくぺらぶう             | 06月08日 | どちゃもん研究会DRS フグのクイズで手がかりを探る!                                                                              | [ 注 170 ] | [ * 132 ] |
| S2-09 #042 山口県 ふくぺらぶう             | 06月09日 | ふくふくバルーンに福を集めろ!                                                                                                  | [ 注 171 ] | [ * 133 ] |
| S2-09 #042 山口県 ふくぺらぶう             | 06月10日 | 笑いの福を集めろ! | [ 注 172 ] | [ * 134 ] |
| S2-10 #043 愛知県 ふぃろそふぃあ           | 06月15日 | サルと知恵くらべして勝利せよ!                                                                                                  | [ 注 173 ] | [ * 135 ] |
| S2-10 #043 愛知県 ふぃろそふぃあ           | 06月16日 | 派手でキュートなまねきねこを作れ!                                                                                              | [ 注 174 ] | [ * 136 ] |
| S2-10 #043 愛知県 ふぃろそふぃあ           | 06月17日 | 金魚1号の乗員を選抜せよ! - どっちがホンモノ?愛知グルメクイズ                                                                   | [ 注 175 ] | [ * 137 ] |
| S2-11 #044 くつ下 の異次元獣               | 06月29日 | くつ下の機能を調べろ! - 実験 くつ下はくつずれを防ぐ? - 実験 くつ下はくつがくさくなるのを防ぐ?                                  | [ 注 176 ] | [ * 138 ] |
| S2-11 #044 くつ下 の異次元獣               | 06月30日 | スギちゃんをくつ下芸人に変身させろ!                                                                                            | [ 注 177 ] | [ * 139 ] |
| S2-11 #044 くつ下 の異次元獣               | 06月30日 | スギちゃんの!スギ☆コレ | [ 注 178 ] | [ * 139 ] |
| S2-11 #044 くつ下 の異次元獣               | 07月01日 | 古いくつ下をリサイクルせよ! | [ 注 179 ] | [ * 140 ] |
| S2-12 #045 京都府 みやこん                 | 07月06日 | いす1グランプリで勝利せよ! | [ 注 180 ] | [ * 141 ] |
| S2-12 #045 京都府 みやこん                 | 07月07日 | 思わず食べたくなっちゃうおいなりさんを作れ!                                                                                    | [ 注 181 ] | [ * 142 ] |
| S2-12 #045 京都府 みやこん                 | 07月08日 | みやこんの金の扇子を取りもどせ!                                                                                                | [ 注 182 ] | [ * 143 ] |
| S2-13 #046 特別編                          | 07月13日 | 異次元帝国清掃課対策をたてろ!                                                                                                  | [ 注 183 ] | [ * 144 ] |
| S2-13 #046 特別編                          | 07月14日 | どちゃもん研究会DRS - どちゃもんの名言を研究 - どちゃもん性格診断テスト                                                        | [ 注 184 ] | [ * 145 ] |
| S2-13 #046 特別編                          | 07月14日 | めしどきむしゃりずむ普及委員会                                                                                                 | [ 注 185 ] | [ * 145 ] |
| S2-13 #046 特別編                          | 07月15日 | どちゃもん研究会DRS - どちゃもんのカラダを研究 - どちゃもんに直撃取材                                                          | [ 注 186 ] | [ * 146 ] |
| S2-13 #046 特別編                          | 07月15日 | めしどきむしゃりずむ普及委員会                                                                                                 | [ 注 187 ] | [ * 146 ] |
| S2-13 #046 特別編                          | 07月16日 | 茂木淳一のもぎたてワイド |            | [ * 147 ] |
| S2-13 #046 特別編                          | 07月16日 | めしどきむしゃりずむ普及委員会                                                                                                 | [ 注 188 ] | [ * 147 ] |
| S2-14 #047 特別編                          | 08月31日 | てれび戦士強化訓練 ピーマンぎらいを克服せよ!                                                                                   | [ 注 189 ] | [ * 148 ] |
| S2-14 #047 特別編                          | 08月31日 | てれび戦士強化訓練 竹馬でチームワークを高めろ!                                                                                 | [ 注 190 ] | [ * 148 ] |
| S2-14 #047 特別編                          | 09月01日 | てれび戦士強化訓練 とび箱をぴょ〜んと飛べ!                                                                                     | [ 注 191 ] | [ * 149 ] |
| S2-14 #047 特別編                          | 09月01日 | てれび戦士強化訓練 大きな声を出せるようになれ!                                                                                 | [ 注 192 ] | [ * 149 ] |
| S2-14 #047 特別編                          | 09月02日 | てれび戦士強化訓練 虫ぎらいを克服せよ!                                                                                         | [ 注 193 ] | [ * 150 ] |
| S2-14 #047 特別編                          | 09月02日 | てれび戦士強化訓練 カヤックでチームワークを高めろ!                                                                             | [ 注 194 ] | [ * 150 ] |
| S2-14 #047 特別編                          | 09月03日 | 茶の間戦士レベルアップ大作戦                                                                                                   |            | [ * 151 ] |
| S2-15 #048 沖縄県先島諸島 ぱんがやしゃーん | 09月07日 | 暗号を探して解読せよ! | [ 注 195 ] | [ * 152 ] |
| S2-15 #048 沖縄県先島諸島 ぱんがやしゃーん | 09月08日 | 暗号を探して解読せよ! | [ 注 195 ] | [ * 153 ] |
| S2-15 #048 沖縄県先島諸島 ぱんがやしゃーん | 09月09日 | 暗号を探して解読せよ! | [ 注 195 ] | [ * 154 ] |
| S2-16 #049 沖縄県沖縄本島 ちるとてーく     | 09月14日 | 夏バテに効く沖縄料理を作れ! | [ 注 196 ] | [ * 155 ] |
| S2-16 #049 沖縄県沖縄本島 ちるとてーく     | 09月15日 | 空き缶で作った三線でどちゃもんの巣を開け!                                                                                      | [ 注 197 ] | [ * 156 ] |
| S2-16 #049 沖縄県沖縄本島 ちるとてーく     | 09月16日 | 金魚1号乗員選抜試験 沖縄おもしろカルタ                                                                                         | [ 注 198 ] | [ * 157 ] |
| S2-17 #050 福井県 ほやのん                 | 09月28日 | 福井県のすばらしさを学べ! | [ 注 199 ] | [ * 158 ] |
| S2-17 #050 福井県 ほやのん                 | 09月29日 | 恐竜の謎をとけ! | [ 注 200 ] | [ * 159 ] |
| S2-17 #050 福井県 ほやのん                 | 09月30日 | いかだレースで勝利せよ! | [ 注 201 ] | [ * 160 ] |
| S2-18 #051 栃木県 とちぼるた               | 10月05日 | ディスクドッグの技を学べ! | [ 注 202 ] | [ * 161 ] |
| S2-18 #051 栃木県 とちぼるた               | 10月06日 | 栃木の魅力を学べ! | [ 注 203 ] | [ * 162 ] |
| S2-18 #051 栃木県 とちぼるた               | 10月07日 | アイスホッケーを習え! | [ 注 204 ] | [ * 163 ] |
| S2-19 #052 兵庫県 おくとぱすみれ           | 10月12日 | 淡路島のたまねぎをキャッチせよ                                                                                                 | [ 注 205 ] | [ * 164 ] |
| S2-19 #052 兵庫県 おくとぱすみれ           | 10月12日 | 吹き戻しPK合戦 | [ 注 206 ] | [ * 164 ] |
| S2-19 #052 兵庫県 おくとぱすみれ           | 10月12日 | 明石海峡大橋の主塔にのぼれ | [ 注 207 ] | [ * 164 ] |
| S2-19 #052 兵庫県 おくとぱすみれ           | 10月13日 | たこつぼ漁を手伝え | [ 注 208 ] | [ * 165 ] |
| S2-19 #052 兵庫県 おくとぱすみれ           | 10月13日 | ジャグリングをマスターせよ | [ 注 209 ] | [ * 165 ] |
| S2-19 #052 兵庫県 おくとぱすみれ           | 10月14日 | 兵庫愛を学べ! | [ 注 210 ] | [ * 166 ] |
| S2-20 #053 愛媛県 みぽんひめ               | 10月19日 | 栄養満点のみかん料理を作れ! | [ 注 211 ] | [ * 167 ] |
| S2-20 #053 愛媛県 みぽんひめ               | 10月20日 | Z-1レースに勝利して最強の短冊をゲットせよ!                                                                                     | [ 注 212 ] | [ * 168 ] |
| S2-20 #053 愛媛県 みぽんひめ               | 10月20日 | 海上自転車レースに勝利して最強の短冊をゲットせよ!                                                                              | [ 注 213 ] | [ * 168 ] |
| S2-20 #053 愛媛県 みぽんひめ               | 10月21日 | 俳句を学べ! | [ 注 214 ] | [ * 169 ] |
| S2-21 #054 茨城県 かっぱろけ               | 10月26日 | 革新的な なっとう料理を作れ!                                                                                                   | [ 注 215 ] | [ * 170 ] |
| S2-21 #054 茨城県 かっぱろけ               | 10月27日 | パンポン対決に勝利して どちゃもんの情報をゲットせよ!                                                                           | [ 注 216 ] | [ * 171 ] |
| S2-21 #054 茨城県 かっぱろけ               | 10月28日 | 茨城県が全国に誇るもので てれび戦士の能力を強化せよ! - 水戸黄門に学べ!江戸時代の治療法とは? - 宇宙飛行士の能力を身につけろ!    | [ 注 217 ] | [ * 172 ] |
| S2-22 #055 熊本県 どもっこす               | 11月09日 | どちゃ畳を手に入れろ! | [ 注 218 ] | [ * 173 ] |
| S2-22 #055 熊本県 どもっこす               | 11月10日 | 金魚アケミをさがしだせ! | [ 注 219 ] | [ * 174 ] |
| S2-22 #055 熊本県 どもっこす               | 11月11日 | 大野課長を救え!ちょんかけごまで“もっこす汁”                                                                                    | [ 注 220 ] | [ * 175 ] |
| S2-23 #056 福岡県 ちゃっちゃくちゃら       | 11月16日 | 博多弁をマスターしてウグたんを目覚めさせよ!                                                                                    | [ 注 221 ] | [ * 176 ] |
| S2-23 #056 福岡県 ちゃっちゃくちゃら       | 11月17日 | オッペケペーの節のかえ歌を作りウグたんに聞かせよ!                                                                              | [ 注 222 ] | [ * 177 ] |
| S2-23 #056 福岡県 ちゃっちゃくちゃら       | 11月18日 | 屋台でウグたんのゆくえを調査せよ!                                                                                              | [ 注 223 ] | [ * 178 ] |
| S2-24 #057 ラーメン屋台 の異次元獣         | 11月23日 | リヤカー・田吾作3号をゲットせよ!                                                                                               | [ 注 224 ] | [ * 179 ] |
| S2-24 #057 ラーメン屋台 の異次元獣         | 11月24日 | ド派手なちょうちんを手に入れろ!                                                                                                | [ 注 225 ] | [ * 180 ] |
| S2-24 #057 ラーメン屋台 の異次元獣         | 11月24日 | ぬくもりのある照明をつくれ! | [ 注 226 ] | [ * 180 ] |
| S2-24 #057 ラーメン屋台 の異次元獣         | 11月25日 | 屋台の接客に挑戦せよ! | [ 注 227 ] | [ * 181 ] |
| S2-25 #058 岡山県 ももふぇ                 | 12月07日 | アンドロイドリセット装置にエネルギーをためろ!                                                                                  | [ 注 228 ] | [ * 182 ] |
| S2-25 #058 岡山県 ももふぇ                 | 12月08日 | 鬼ごっこで勝利せよ! | [ 注 229 ] | [ * 183 ] |
| S2-25 #058 岡山県 ももふぇ                 | 12月09日 | おもちのびのび対決で勝利せよ!                                                                                                  | [ 注 230 ] | [ * 184 ] |
| S2-25 #058 岡山県 ももふぇ                 | 12月09日 | 紙飛行機対決で勝て! | [ 注 231 ] | [ * 184 ] |
| S2-26 #059 神奈川県 ぷにょら               | 12月14日 | フレスコボールのラリーで魅せろ!                                                                                                | [ 注 232 ] | [ * 185 ] |
| S2-26 #059 神奈川県 ぷにょら               | 12月15日 | 神奈川の食材で花を作れ! | [ 注 233 ] | [ * 186 ] |
| S2-26 #059 神奈川県 ぷにょら               | 12月16日 | ヒューマンビートボックスで「進め!てれび戦士」を演奏せよ!                                                                       | [ 注 234 ] | [ * 187 ] |
| S2-27 #060 NHK紅白歌合戦 特別編            | 12月28日 | クイズで紅白の魅力を学べ 天てれ紅白クイズ合戦 1日目                                                                            | [ 注 235 ] | [ * 188 ] |
| S2-27 #060 NHK紅白歌合戦 特別編            | 12月28日 | 紙ふぶきをあびてスターになりきれ!                                                                                              | [ 注 236 ] | [ * 188 ] |
| S2-27 #060 NHK紅白歌合戦 特別編            | 12月29日 | クイズで紅白の魅力を学べ 天てれ紅白クイズ合戦 2日目                                                                            | [ 注 237 ] | [ * 189 ] |
| S2-27 #060 NHK紅白歌合戦 特別編            | 12月29日 | 紅白名物!Let's巨大装置 | [ 注 238 ] | [ * 189 ] |
| S2-27 #060 NHK紅白歌合戦 特別編            | 12月29日 | Let'sインタビュー いのっちに聞く                                                                                               | [ 注 239 ] | [ * 189 ] |
| S2-27 #060 NHK紅白歌合戦 特別編            | 12月30日 | クイズで紅白の魅力を学べ 天てれ紅白クイズ合戦 3日目                                                                            | [ 注 240 ] | [ * 190 ] |
| S2-27 #060 NHK紅白歌合戦 特別編            | 12月30日 | 野鳥研究部の技を学べ | [ 注 241 ] | [ * 190 ] |
| S2-27 #060 NHK紅白歌合戦 特別編            | 12月30日 | Let'sインタビュー E-girlsに聞く                                                                                                | [ 注 242 ] | [ * 190 ] |
| S2-27 #060 NHK紅白歌合戦 特別編            | 12月30日 | 第66回紅白フタ合戦 |            | [ * 190 ] |
| 週                                         | 2016年   | タイトル | 注釈       | 出典      |
| S2-28 #061 和歌山県 もさく                 | 01月11日 | もさくをよく見て和歌山県を研究せよ!                                                                                            | [ 注 243 ] | [ * 191 ] |
| S2-28 #061 和歌山県 もさく                 | 01月12日 | 炭のメロディーでもさくの怒りをしずめろ!                                                                                        | [ 注 244 ] | [ * 192 ] |
| S2-28 #061 和歌山県 もさく                 | 01月13日 | 究極の梅干しをゲットせよ! | [ 注 245 ] | [ * 193 ] |
| S2-29 #062 岐阜県 うぎろう                 | 01月18日 | うぎろうへの貢ぎものをゲットせよ!                                                                                              | [ 注 246 ] | [ * 194 ] |
| S2-29 #062 岐阜県 うぎろう                 | 01月19日 | 合戦にそなえ甲冑をゲットせよ!                                                                                                  | [ 注 247 ] | [ * 195 ] |
| S2-29 #062 岐阜県 うぎろう                 | 01月20日 | 戦国時代を研究せよ! クイズ下剋上!                                                                                              | [ 注 248 ] | [ * 196 ] |
| S2-30 #063 宮城県 ぎやみ                   | 02月01日 | フカフカのフカ布団を作れ! | [ 注 249 ] | [ * 197 ] |
| S2-30 #063 宮城県 ぎやみ                   | 02月02日 | こけし衣装を手に入れろ! | [ 注 250 ] | [ * 198 ] |
| S2-30 #063 宮城県 ぎやみ                   | 02月03日 | マンガで錠前を開けろ! | [ 注 251 ] | [ * 199 ] |
| S2-31 #064 福島県 さすらかすら             | 02月08日 | ワカサギを200匹ゲットせよ! | [ 注 252 ] | [ * 200 ] |
| S2-31 #064 福島県 さすらかすら             | 02月09日 | 福島のご当地グルメを研究せよ!                                                                                                  | [ 注 253 ] | [ * 201 ] |
| S2-31 #064 福島県 さすらかすら             | 02月10日 | スポーツ雪合戦で強敵を倒せ! | [ 注 254 ] | [ * 202 ] |
| S2-32 #065 岩手県 わんこねるら             | 02月15日 | ロマンチックな雪の家を作れ! | [ 注 255 ] | [ * 203 ] |
| S2-32 #065 岩手県 わんこねるら             | 02月16日 | どちゃもんを元気にするもち料理を作れ!                                                                                          | [ 注 256 ] | [ * 204 ] |
| S2-32 #065 岩手県 わんこねるら             | 02月17日 | 宮沢賢治から素敵な言葉を学べ!                                                                                                  | [ 注 257 ] | [ * 205 ] |
| S2-33 #066 カメラ の異次元獣               | 02月22日 | カメラの仕組みを学べ! | [ 注 258 ] | [ * 206 ] |
| S2-33 #066 カメラ の異次元獣               | 02月23日 | 写真の撮り方を研究せよ! | [ 注 259 ] | [ * 207 ] |
| S2-33 #066 カメラ の異次元獣               | 02月24日 | 思い出の写真を1000枚集めろ! | [ 注 260 ] | [ * 208 ] |
| S2-34 #067 特別編                          | 03月28日 | ミッションプレイバック てれび戦士が語る! いきもの編                                                                            | [ 注 261 ] | [ * 209 ] |
| S2-34 #067 特別編                          | 03月29日 | ミッションプレイバック てれび戦士が語る! 伝統文化編                                                                            | [ 注 262 ] | [ * 210 ] |
| S2-34 #067 特別編                          | 03月30日 | ミッションプレイバック てれび戦士が語る! たべもの編                                                                            | [ 注 263 ] | [ * 211 ] |
| S2-34 #067 特別編                          | 03月31日 | ミッションプレイバック てれび戦士が語る! 対決編                                                                                | [ 注 264 ] | [ * 212 ] |

### 2016年度
| 週                                   | 2016年   | タイトル | 注釈       | 出典      |
| ------------------------------------ | -------- | --- | ---------- | --------- |
| S3-01 #068 徳島県 かさぽんたす       | 04月04日 | ぷうか救出のためにカメを探せ! | [ 注 265 ] | [ * 213 ] |
| S3-01 #068 徳島県 かさぽんたす       | 04月05日 | 最高のヤッホーでかさぽんたすをおびき出せ! | [ 注 266 ] | [ * 214 ] |
| S3-01 #068 徳島県 かさぽんたす       | 04月06日 | すだちくんをごきげんにせよ! クイズ徳島の食卓 | [ 注 267 ] | [ * 215 ] |
| S3-02 #069 熊本県 どもっこす         | 04月11日 | 気合いの入ったからしレンコンを作れ! | [ 注 268 ] | [ * 216 ] |
| S3-02 #069 熊本県 どもっこす         | 04月12日 | 温泉卓球で封印をとけ! | [ 注 269 ] | [ * 217 ] |
| S3-02 #069 熊本県 どもっこす         | 04月13日 | 火振り神事で男の魂に火をつけろ! | [ 注 270 ] | [ * 218 ] |
| S3-03 #070 静岡県 ぎゅたあく         | 04月25日 | まくら投げでチャンピオンを倒せ! | [ 注 271 ] | [ * 219 ] |
| S3-03 #070 静岡県 ぎゅたあく         | 04月26日 | 車の模型でシュートを決めろ! | [ 注 272 ] | [ * 220 ] |
| S3-03 #070 静岡県 ぎゅたあく         | 04月26日 | 木にのぼってボールをゲットせよ! | [ 注 273 ] | [ * 220 ] |
| S3-03 #070 静岡県 ぎゅたあく         | 04月27日 | 静岡県民が愛するお茶を研究せよ! | [ 注 274 ] | [ * 221 ] |
| S3-04 #071 鳥取県 うさきゅう         | 05月09日 | かにクンのゆくえを追え! | [ 注 275 ] | [ * 222 ] |
| S3-04 #071 鳥取県 うさきゅう         | 05月10日 | アゾースキーの笛の謎を解け! | [ 注 276 ] | [ * 223 ] |
| S3-04 #071 鳥取県 うさきゅう         | 05月11日 | 水木しげる流 妖怪の世界を学べ! | [ 注 277 ] | [ * 224 ] |
| S3-05 #072 群馬県 はにまじん         | 05月16日 | タグラグビーでトライを決めろ! | [ 注 278 ] | [ * 225 ] |
| S3-05 #072 群馬県 はにまじん         | 05月17日 | 風船ではにまじんをつくれ! | [ 注 279 ] | [ * 226 ] |
| S3-05 #072 群馬県 はにまじん         | 05月18日 | 草津温泉でハンドベルを演奏しろ! | [ 注 280 ] | [ * 227 ] |
| S3-06 #073 東京都 あかのやま         | 05月23日 | 粋でクールな江戸の文化を学べ! | [ 注 281 ] | [ * 228 ] |
| S3-06 #073 東京都 あかのやま         | 05月24日 | 築地の達人の技を学べ! | [ 注 282 ] | [ * 229 ] |
| S3-06 #073 東京都 あかのやま         | 05月25日 | 大神楽を幼稚園児に披露せよ! | [ 注 283 ] | [ * 230 ] |
| S3-07 #074 ぷうか の異次元獣         | 05月30日 | 華麗なコテさばきをマスターせよ! | [ 注 284 ] | [ * 231 ] |
| S3-07 #074 ぷうか の異次元獣         | 05月31日 | 広島のレモンを使って“初恋焼き”を作れ! | [ 注 285 ] | [ * 232 ] |
| S3-07 #074 ぷうか の異次元獣         | 06月01日 | チャランポリンを使いこなすためにトレーニングせよ! | [ 注 286 ] | [ * 233 ] |
| S3-08 #075 青森県 かざまのおど       | 06月13日 | “りんごリンピック”に勝利せよ! - “ききりんご”に勝利せよ! - ニセ“りんごはん”をあてろ! | [ 注 287 ] | [ * 234 ] |
| S3-08 #075 青森県 かざまのおど       | 06月14日 | “りんごリンピック”に勝利せよ! - めざせ!“ぴったりんご” - “アップルボビング”に勝利せよ! | [ 注 288 ] | [ * 235 ] |
| S3-08 #075 青森県 かざまのおど       | 06月15日 | スコップ三味線をマスターせよ! | [ 注 289 ] | [ * 236 ] |
| S3-09 #076 富山県 ふぁましす         | 06月20日 | 巨大イカ紙風船をあげろ! | [ 注 290 ] | [ * 237 ] |
| S3-09 #076 富山県 ふぁましす         | 06月21日 | 黄金の目玉をゲットせよ! | [ 注 291 ] | [ * 238 ] |
| S3-09 #076 富山県 ふぁましす         | 06月22日 | きときと弾を完成させろ! - 富山ご当地クイズ - ビーチボール | [ 注 292 ] | [ * 239 ] |
| S3-10 #077 香川県 ぴぴた             | 06月27日 | こんぴらさんの785段の階段を登れ! | [ 注 293 ] | [ * 240 ] |
| S3-10 #077 香川県 ぴぴた             | 06月28日 | ぴぴたのためにおいしいうどんを作れ! | [ 注 294 ] | [ * 241 ] |
| S3-10 #077 香川県 ぴぴた             | 06月29日 | “ぴぴたのために”かわらけ投げを成功させよ! | [ 注 295 ] | [ * 242 ] |
| S3-11 #078 埼玉県 だんきち           | 07月04日 | だんきちのためダンボールずもうに勝利せよ! | [ 注 296 ] | [ * 243 ] |
| S3-11 #078 埼玉県 だんきち           | 07月05日 | まがたまをゲットせよ! - 消しゴム♥クイズ - クレーンゲーム | [ 注 297 ] | [ * 244 ] |
| S3-11 #078 埼玉県 だんきち           | 07月06日 | やきいも味のアイスキャンディーを作れ! | [ 注 298 ] | [ * 245 ] |
| S3-12 #079 特別編                    | 07月11日 | 中田博士・藤森助手とふりかえる! ミッションプレイバック たべもの編 | [ 注 299 ] | [ * 246 ] |
| S3-12 #079 特別編                    | 07月12日 | 中田博士・藤森助手とふりかえる! ミッションプレイバック 達人技編 | [ 注 300 ] | [ * 247 ] |
| S3-12 #079 特別編                    | 07月13日 | 中田博士・藤森助手とふりかえる! ミッションプレイバック 対決編 | [ 注 301 ] | [ * 248 ] |
| S3-12 #079 特別編                    | 07月14日 | 茂木淳一のもぎたてワイド |            | [ * 249 ] |
| S3-13 #080 特別編                    | 09月05日 | 四足走行で全身の筋肉を鍛えろ! | [ 注 302 ] | [ * 250 ] |
| S3-13 #080 特別編                    | 09月05日 | 情報を正確に伝えろ!紙飛行機ラブレターシュート | [ 注 303 ] | [ * 250 ] |
| S3-13 #080 特別編                    | 09月05日 | てれび戦士お悩み相談 席をゆずるには? | [ 注 304 ] | [ * 250 ] |
| S3-13 #080 特別編                    | 09月06日 | 8の字跳びでチームワークを鍛えろ! | [ 注 305 ] | [ * 251 ] |
| S3-13 #080 特別編                    | 09月06日 | 逆さ歌で音感を鍛えろ! | [ 注 306 ] | [ * 251 ] |
| S3-13 #080 特別編                    | 09月06日 | てれび戦士お悩み相談 怒られる時間を短くする方法は? | [ 注 307 ] | [ * 251 ] |
| S3-13 #080 特別編                    | 09月07日 | 科学実験で頭脳を鍛えろ! | [ 注 308 ] | [ * 252 ] |
| S3-13 #080 特別編                    | 09月07日 | 仲間を信じろ!チキチキチキンレース | [ 注 309 ] | [ * 252 ] |
| S3-13 #080 特別編                    | 09月07日 | 絆で突破せよ!人生山あり谷あリレー | [ 注 310 ] | [ * 252 ] |
| S3-13 #080 特別編                    | 09月08日 | 茶の間戦士レベルアップ大作戦 |            | [ * 253 ] |
| S3-14 #081 愛知県 ふぃろそふぃあ     | 09月12日 | どろんこサッカーで勝利せよ! | [ 注 311 ] | [ * 254 ] |
| S3-14 #081 愛知県 ふぃろそふぃあ     | 09月13日 | 喫茶店をめぐりドロゴンボールをゲットせよ! | [ 注 312 ] | [ * 255 ] |
| S3-14 #081 愛知県 ふぃろそふぃあ     | 09月14日 | 愛知の”日本一クイズ”に挑戦せよ! | [ 注 313 ] | [ * 256 ] |
| S3-15 #082 三重県 にんまる           | 09月19日 | 魚魚リンピックで金メダルをゲットせよ! | [ 注 314 ] | [ * 257 ] |
| S3-15 #082 三重県 にんまる           | 09月20日 | 三重について学び三重愛を深めろ! | [ 注 315 ] | [ * 258 ] |
| S3-15 #082 三重県 にんまる           | 09月21日 | ジェットコースターに乗って忍者修行をせよ! | [ 注 316 ] | [ * 259 ] |
| S3-16 #083 うぎろう の異次元獣       | 09月26日 | 信長ゲーム1 戦国伝令ゲーム | [ 注 317 ] | [ * 260 ] |
| S3-16 #083 うぎろう の異次元獣       | 09月26日 | 信長ゲーム2 チャンバラ桶狭間 | [ 注 318 ] | [ * 260 ] |
| S3-16 #083 うぎろう の異次元獣       | 09月27日 | 信長ゲーム3 升づみ一夜城ゲーム | [ 注 319 ] | [ * 261 ] |
| S3-16 #083 うぎろう の異次元獣       | 09月27日 | 信長ゲーム4 連想ゲーム本能寺の変 | [ 注 320 ] | [ * 261 ] |
| S3-16 #083 うぎろう の異次元獣       | 09月28日 | 信長イメージアップ動画を作れ! | [ 注 321 ] | [ * 262 ] |
| S3-17 #084 山形県 だまちゃだめ       | 10月10日 | イモニレンジャーに勝利し芋煮をゲットせよ! | [ 注 322 ] | [ * 263 ] |
| S3-17 #084 山形県 だまちゃだめ       | 10月11日 | イナゴを1時間で100匹つかまえろ! | [ 注 323 ] | [ * 264 ] |
| S3-17 #084 山形県 だまちゃだめ       | 10月12日 | 山形魂でだまちゃだめを救え! けろけろパワーを集めろ! - 山形ご当地クイズ - 玉こんにゃく選手権                                                                                                  | [ 注 324 ] | [ * 265 ] |
| S3-18 #085 大分県 おにりぃた         | 10月17日 | 地獄の5番勝負に勝利し木札を集めろ! - 血の池地獄 お湯の中はいったい何があるじゃろー! - 砂かけ流星ゲーム - たたいてかぶってオー痛け〜ん!                                                       | [ 注 325 ] | [ * 266 ] |
| S3-18 #085 大分県 おにりぃた         | 10月18日 | 地獄の5番勝負に勝利し木札を集めろ! - 大分 おいしい どっちがどっち? - お湯かきレース | [ 注 326 ] | [ * 267 ] |
| S3-18 #085 大分県 おにりぃた         | 10月19日 | 大分のソウルフード“からあげ”を研究せよ! | [ 注 327 ] | [ * 268 ] |
| S3-19 #086 佐賀県 ひがたろう         | 10月24日 | 干潟のハートをつかまえろ! | [ 注 328 ] | [ * 269 ] |
| S3-19 #086 佐賀県 ひがたろう         | 10月25日 | ムツゴロウの形をしたようかんを作れ! | [ 注 329 ] | [ * 270 ] |
| S3-19 #086 佐賀県 ひがたろう         | 10月26日 | ポジティブな佐賀県を歌え! | [ 注 330 ] | [ * 271 ] |
| S3-20 #087 大阪府 はまじゅん         | 11月07日 | 大阪の街で100の笑いを作りだせ! | [ 注 331 ] | [ * 272 ] |
| S3-20 #087 大阪府 はまじゅん         | 11月08日 | ナニワコナモニウムをゲットせよ! | [ 注 332 ] | [ * 273 ] |
| S3-20 #087 大阪府 はまじゅん         | 11月09日 | 阪神タイガースのファンになれ! | [ 注 333 ] | [ * 274 ] |
| S3-21 #088 栃木県 とちぼるた         | 11月14日 | マウンテンバイクをマスターせよ! | [ 注 334 ] | [ * 275 ] |
| S3-21 #088 栃木県 とちぼるた         | 11月15日 | 猿まわしでとちぼるたの機嫌を直せ! | [ 注 335 ] | [ * 276 ] |
| S3-21 #088 栃木県 とちぼるた         | 11月16日 | “フクベタンA”でがんぐろうを救え!!! - 栃木グルメクイズ - かんぴょうボウリングに挑戦 | [ 注 336 ] | [ * 277 ] |
| S3-22 #089 和歌山県 もさく           | 11月21日 | 黄金のマイクを手に入れろ! | [ 注 337 ] | [ * 278 ] |
| S3-22 #089 和歌山県 もさく           | 11月22日 | 伝説のごま豆腐を手に入れろ! | [ 注 338 ] | [ * 279 ] |
| S3-22 #089 和歌山県 もさく           | 11月23日 | 和歌山のフルーツ知識を究めろ! | [ 注 339 ] | [ * 280 ] |
| S3-23 #090 奈良県 きんしゃか         | 12月05日 | 旬のくずスイーツを作れ! | [ 注 340 ] | [ * 281 ] |
| S3-23 #090 奈良県 きんしゃか         | 12月06日 | てんぐの試練をクリアせよ! | [ 注 341 ] | [ * 282 ] |
| S3-23 #090 奈良県 きんしゃか         | 12月07日 | 奈良を研究してなぞのホルンをゲットせよ! | [ 注 342 ] | [ * 283 ] |
| S3-24 #091 おくとぱすみれ の異次元獣 | 12月12日 | ナゾを解いて印鑑を手に入れろ! | [ 注 343 ] | [ * 284 ] |
| S3-24 #091 おくとぱすみれ の異次元獣 | 12月13日 | ファンレターに隠された合言葉を探り出せ! | [ 注 344 ] | [ * 285 ] |
| S3-24 #091 おくとぱすみれ の異次元獣 | 12月14日 | 長谷川を救うカギを見つけ出せ! | [ 注 345 ] | [ * 286 ] |
| S3-25 #092 特別編                    | 12月19日 | どちゃ王決定戦 予習 - どちゃもんカラダのひみつ - うめたろうに聞いてみよう | [ 注 346 ] | [ * 287 ] |
| S3-25 #092 特別編                    | 12月20日 | どちゃ王決定戦 予習 - どちゃもんの特技 - もさくの特技ダジャレに挑戦! | [ 注 347 ] | [ * 288 ] |
| S3-25 #092 特別編                    | 12月21日 | 第1回 どちゃ王決定戦 - 1回戦 どちゃもん○×クイズ - 2回戦 スプーンぷんぷん早抜けクイズ - 敗者復活戦 おむすびルーレット - 3回戦 描いて答えろ!どちゃもん声当てクイズ - 決勝戦 必殺技早押しクイズ | [ 注 348 ] | [ * 289 ] |
| S3-25 #092 特別編                    | 12月22日 | 茶の間戦士レベルアップ大作戦 |            | [ * 290 ] |
| 週                                   | 2017年   | タイトル | 注釈       | 出典      |
| S3-26 #093 東京都 もものうち         | 01月09日 | もものうちの新しい住所をゲットせよ! | [ 注 349 ] | [ * 291 ] |
| S3-26 #093 東京都 もものうち         | 01月10日 | ゆるスポーツでゆるさを身につけろ! | [ 注 350 ] | [ * 292 ] |
| S3-26 #093 東京都 もものうち         | 01月11日 | もものうちが喜ぶヘボいロボットを作れ! | [ 注 351 ] | [ * 293 ] |
| S3-27 #094 北海道 るる               | 01月16日 | 雪の女王に勝利せよ! | [ 注 352 ] | [ * 294 ] |
| S3-27 #094 北海道 るる               | 01月17日 | 黄金のウニをゲットせよ! | [ 注 353 ] | [ * 295 ] |
| S3-27 #094 北海道 るる               | 01月18日 | 北海道の海の生き物を研究せよ! | [ 注 354 ] | [ * 296 ] |
| S3-28 #095 岩手県 わんこねるら       | 01月30日 | "金のわんこ"を取りもどせ! - 鉄ゲタ飛ばし対決 - おいしいコッペパンを作りだせ! | [ 注 355 ] | [ * 297 ] |
| S3-28 #095 岩手県 わんこねるら       | 01月31日 | ぶらり金のわんこを求めて三陸鉄道の旅 - 三鉄の車窓から文字を読みとれ - 三鉄の車両を引っぱれ! - 三鉄でGO!                                                                                      | [ 注 356 ] | [ * 298 ] |
| S3-28 #095 岩手県 わんこねるら       | 02月01日 | 作る!食べる!積む!わんこそば3番勝負 - 第1戦 わんこそば早作り対決 - 第2戦 わんこそば早食い対決 - 第3戦 わんこdeスカイ対決                                                                      | [ 注 357 ] | [ * 299 ] |
| S3-29 #096 宮城県 ぎやみ             | 02月06日 | ボルダリングをマスターせよ! | [ 注 358 ] | [ * 300 ] |
| S3-29 #096 宮城県 ぎやみ             | 02月07日 | 伝説の剣と乗り物を手に入れろ! | [ 注 359 ] | [ * 301 ] |
| S3-29 #096 宮城県 ぎやみ             | 02月08日 | チョコでぎやみを目ザメさせろ! | [ 注 360 ] | [ * 302 ] |
| S3-30 #097 福島県 さすらかすら       | 02月13日 | エアーサーフグライダーで真剣勝負! | [ 注 361 ] | [ * 303 ] |
| S3-30 #097 福島県 さすらかすら       | 02月14日 | とろろカーリングで勝利してさすらかすらを回復させろ! | [ 注 362 ] | [ * 304 ] |
| S3-30 #097 福島県 さすらかすら       | 02月15日 | 熱いダンスでハートをたぎらせろ! | [ 注 363 ] | [ * 305 ] |
| S3-31 #098 こまちまちこ の異次元獣   | 02月20日 | ナマハゲを研究せよ! | [ 注 364 ] | [ * 306 ] |
| S3-31 #098 こまちまちこ の異次元獣   | 02月21日 | 秋田犬といっしょに秋田のPR写真を撮れ! | [ 注 365 ] | [ * 307 ] |
| S3-31 #098 こまちまちこ の異次元獣   | 02月22日 | 秋田の食材でおいしい鍋を作れ! | [ 注 366 ] | [ * 308 ] |
| S3-32 #099 次元ホール                | 02月27日 | 黄金のどちゃだまの記録が書かれた石版を探せ! | [ 注 367 ] | [ * 309 ] |
| S3-32 #099 次元ホール                | 02月28日 | 黄金のどちゃだまの作り方を解明せよ! | [ 注 368 ] | [ * 310 ] |
| S3-32 #099 次元ホール                | 03月01日 | 楽しくリサイクルしよう! | [ 注 369 ] | [ * 311 ] |
| S3-33 #100 特別編                    | 03月06日 | どちゃもんとの思い出を語る 小澤竜心、柿澤仁誠、飯島緋梨 | [ 注 370 ] | [ * 312 ] |
| S3-33 #100 特別編                    | 03月07日 | どちゃもんとの思い出を語る 桐畑カレン、黒川桃花、久保みのり | [ 注 370 ] | [ * 313 ] |
| S3-33 #100 特別編                    | 03月08日 | どちゃもんとの思い出を語る 林武尊、胡内奏芽、稲垣芽生 | [ 注 370 ] | [ * 314 ] |
| S3-33 #100 特別編                    | 03月09日 | どちゃもんとの思い出を語る 皆川寧々、辻晴仁、瀧澤翼、原田明莉 | [ 注 370 ] | [ * 315 ] |

### にっぽん・なんばあず普及委員会
てれび戦士が様々な場所に出向き、テーマ曲のダンスを広めるべく、様々な人たちとともにダンスを行う。

#### 第1回
- 放送日：2014年10月09日 木曜 [* 58]

| サークル / キャラクター    | ロケ場所                | てれび戦士         |
| -------------------------- | ----------------------- | ------------------ |
| 方南スタージャンプ         | 東京都杉並区 方南小学校 | 齋藤茉日、瀧澤翼   |
| 新体操サークル ポニョ      | 東京都台東区 忍岡小学校 | 小西憧弥、飯島緋梨 |
| あいりっすん               | 東京都渋谷区            |                    |
| ちょうせい豆乳くん         | 東京都千代田区秋葉原    | 小西憧弥、飯島緋梨 |
| えどちゃん、お湯の富士     | 東京都江戸川区          |                    |
| 向嶋言問姐さん、あづちゃん | 東京都墨田区            |                    |
| ミンジー                   | 東京都新宿区            |                    |
| 新にゃか                   | 東京都台東区浅草        | 齋藤茉日、瀧澤翼   |
| スーパーハッスル黄門       |                         | 齋藤茉日、瀧澤翼   |
| ハーモニー君               | 東京都調布市            |                    |

- Let'sにっぽん・なんばあず!
ダンス：齋藤茉日、瀧澤翼

#### 第2回
- 放送日：2015年01月15日 木曜 [* 89]

| てれび戦士         | 対象                     |
| ------------------ | ------------------------ |
| 齋藤茉日、小澤竜心 | 東京都渋谷区             |
| 飯島緋梨、杉本瑛   | キンタロー。             |
| 辻村晃佑、原田明莉 | ブラックダイヤモンド     |
| 齋藤茉日、小澤竜心 | 東京都 十条銀座商店街    |
| 辻村晃佑、原田明莉 | 早稲田大学バーベルクラブ |

- にっぽん・なんばあず おさらい
ダンス：瀧澤翼

### 茶の間戦士を慰労せよ!
番組に応募してきた茶の間戦士にてれび戦士が会いに行き、特技を披露したもらったり、実際に挑戦を行う。
- 放送日：2015年02月11日 水曜 [* 98]

| 場所             | 茶の間戦士の特技 実力チェック                                                   | 出演                       |
| ---------------- | ------------------------------------------------------------------------------- | -------------------------- |
| 神奈川県海老名市 | リフティング対決                                                                | 大野拓朗、瀧澤翼、原田明莉 |
| 東京都立川市     | 小さい折り紙で鶴を作る 糸を70回針に通す ジェスチャーを見て何をしているか当てよ! | 蝶野正洋、齋藤茉日、林武尊 |
| 東京都世田谷区   | からくり装置                                                                    | 蝶野正洋、齋藤茉日、林武尊 |
| 埼玉県所沢市     | ヒューマンビートボックス 鼻歌を聞いて曲名を当てよ                               | 大野拓朗、瀧澤翼、原田明莉 |

茶の間戦士 自慢の特技
- 出演：虎南有香、辻村晃佑、赤崎月香、飯島緋梨、小澤竜心、桐畑カレン

## 茶の間戦士訓練
| 期間別 | Let's - YOU |

茶の間戦士訓練（ちゃのませんしくんれん）は、2014年3月31日から2017年3月22日までNHK Eテレのテレビ番組『Let's天才てれびくん』で放送されていた視聴者参加型リモコンゲームの通称。「木曜生放送」との連動企画。

### 概要
データ放送を活用した『天才てれびくん』視聴者参加型リモコンゲーム第1弾。
- 舞台：第5やたがらす丸 トレーニングルーム
- 司会：蝶野正洋（茶の間戦士訓練教官）
- ナレーション：おかなつこ

蝶野教官指導の下、ミニゲーム形式で茶の間戦士（データ放送で参加する視聴者）の訓練を行い、木曜日の生放送ミッションに備える。自宅のテレビで「茶の間戦士登録」を行う（登録操作は本放送中以外の時間にできる）事で茶の間戦士ネーム・年齢・性別などの情報を登録でき（後からの修正も可）、登録状態で月曜日から水曜日に行われる訓練や木曜日の生放送ミッションに参加すると経験値を獲得でき、獲得した経験値に応じて「茶の間戦士レベル」が上昇する。また、優秀な成績（1日の訓練で経験値50ポイント以上）をおさめると木曜日の生放送ミッションで役立つバッテリーを獲得することができる。なお、茶の間戦士登録をしなくても「ゲスト」として番組には参加できる。
再放送のときは「お試し参加」扱いとなり、経験値やバッテリーを獲得することはできない。また、2014年度・2015年度において、異次元獣との対決ミッションが行われる週は、訓練に参加してもバッテリーは付与されない。

### ゲーム解説
眼力トレーニング
観察力･記憶力を鍛える訓練。それぞれリモコンの数字ボタンで回答する。1問につき1回しか回答できないが、早くボタンを押すほど正解した時の得点が高くなる。
9面パネル問題
出題画面を9分割し、正解の場所を解答する。問題は絵や文字が徐々に、もしくは一旦隠れた後に先ほどと変わった場所を答える。写真のどこかに隠れている蝶野教官がいる場所を答えるなど。
迷路問題
9箇所ある出口のうち1箇所だけある左上のスタートからつながる出口がどれかを答える。
コードハッカー
計算力をアップさせる訓練。いずれもリモコンの十字キーを使って入力する。
計算問題
画面の表示された数字を全て足すといくつになるか答える。時折惑わすために蝶野教官が登場する。
数値カウント問題
ボウリングで倒れた蝶野教官のピンの数や、もぐら叩きで出てきた蝶野教官の数、エレベーターに入った人数等を答える。蝶野教官を数える問題ではダミーとして大野課長・虎南分析官・てれび戦士なども登場する。
色別カウント問題
赤・青・黄・緑各色に分かれた物（蝶野ターザンが木登りした人数など）をカウントする。ダミーはカウントせず、答えから除外するパターン（一旦登ったが落ちた蝶野ターザンなど）もある。
買い物計算問題
蝶野くんが八百屋へ買い物に行くという設定で、いくつか買い物を行い、最後に指定された物をいくつ買ったかを答える。
早押しカラー分析
観察力を鍛える訓練。1回につき6ポイント存在する。
2014年度
ある家族のミニコントの中に、登場人物が指定されたジャンル（例:国名）の言葉をセリフとして言った時に、そのセリフを言った人のボタン（お父さん→青、おじいちゃん→赤、お母さん→黄、息子→緑）を押す。時にはひっかけ（例題の場合「ニューヨーク」など）も登場する。
2015年度
ミニコントのなかで「ちょっとおかしなこと（主に持っていたものや身に着けていたものが別の物に変わっている）」をした人を見つけた際に、その該当人物のボタンを押す。
2016年度
ゲスト芸人が行う漫才の中で、「あお」「あか」「きいろ」「みどり」の言葉が出たときに、該当するボタンを押す。
選択!ハイパー!どっち
2014年度のみ実施。雑学に関する2択問題を出題。選択肢が提示後、それぞれ2つのヒントを見ることができる。ただし、ヒントは各回ごとにどちらか一方の選択肢に関することしか見ることができない（不正解の選択肢の場合、偽のヒントが提示される）。2回のヒント後、正解だと思う選択肢を決定する。
選択!見やぶれ!どっち
2015年度のみ実施。二人の人物が腕相撲・逆立ちなど同じことを行う。ただしどちらか一人は本当にやっているふりをしている。その様子を見て、実際にやっているのはどちらかを当てる。
なぞときドジー
ディスクシューター
正解が書かれたディスクの番号と同じリモコンの数字ボタンを押して打ち落とす。早く打ち落とすほど得点が高くなる。ただし1問につきボタンを押せるのは3回まで。
問題はイントロクイズ、鼻歌クイズ（蝶野教官の鼻歌を聞いて曲名を当てる）、歌詞朗読クイズ、お絵かきクイズ、ジェスチャークイズ、連想クイズ、シルエットクイズなど。
どちゃだま作り練習
異次元獣戦の水曜日に実施。翌日の本番と同じ形で、どちゃだまを作る際に行う、各年度テーマ曲に合わせたボタン押し（音楽ゲームの要領）を行う。
紅白特別訓練
2015年度の紅白歌合戦特集週にて実施。どちゃだま作り練習と似た形式だが、押すボタンが決定ボタンではなく4色ボタンとなっており、歌詞に対応した色のボタンをタイミング良く押す必要がある。挑戦前には喜ばせる「どちゃもん」をルーレットで決定。うまく押せると喜んでいき、終了時のどちゃもんの満足度によって獲得できる経験値が決まる。
課題曲は『めしどき むしゃりずむ（12月28日）』、『女々しくて（12月29日）』、『ありがとう（12月30日）』。

### 放送日程
基本放送尺5分（どちゃだま特別訓練を除く）。表の日付は月曜日。
| 2014年   | 月曜日                   | 火曜日                   | 水曜日                   |
| -------- | ------------------------ | ------------------------ | ------------------------ |
| 03月31日 | 眼力トレーニング         | 選択!ハイパーどっち      | ディスクシューター       |
| 04月07日 | コードハッカー           | 早押しカラー分析         | ディスクシューター       |
| 04月14日 | 眼力トレーニング         | 選択!ハイパーどっち      | ディスクシューター       |
| 04月28日 | コードハッカー           | 早押しカラー分析         | どちゃだま特別訓練       |
| 05月05日 | 眼力トレーニング         | 早押しカラー分析         | ディスクシューター       |
| 05月12日 | コードハッカー           | 選択!ハイパーどっち      | ディスクシューター       |
| 05月19日 | コードハッカー           | 早押しカラー分析         | ディスクシューター       |
| 06月02日 | 眼力トレーニング         | 早押しカラー分析         | ディスクシューター       |
| 06月09日 | コードハッカー           | 選択!ハイパーどっち      | ディスクシューター       |
| 06月23日 | 眼力トレーニング         | 早押しカラー分析         | どちゃだま特別訓練       |
| 06月30日 | 眼力トレーニング         | 早押しカラー分析         | ディスクシューター       |
| 07月07日 | コードハッカー           | 眼力トレーニング         | ディスクシューター       |
| 07月14日 | コードハッカー           | 早押しカラー分析         | ディスクシューター       |
| 09月01日 | コードハッカー           | 早押しカラー分析         | ディスクシューター       |
| 09月08日 | 眼力トレーニング         | コードハッカー           | ディスクシューター       |
| 09月15日 | コードハッカー           | なぞときドジー           | ディスクシューター       |
| 09月22日 | コードハッカー           | ウルトラどっち           | どちゃだま特別訓練       |
| 10月13日 | 眼力トレーニング         | 選択!ハイパーどっち      | ディスクシューター       |
| 10月20日 | コードハッカー           | 早押しカラー分析         | ディスクシューター       |
| 10月27日 | コードハッカー           | ウルトラどっち           | ディスクシューター       |
| 11月10日 | 眼力トレーニング         | なぞときドジー           | ディスクシューター       |
| 11月17日 | コードハッカー           | 早押しカラー分析         | どちゃだま特別訓練       |
| 11月24日 | コードハッカー           | ウルトラどっち           | ディスクシューター       |
| 12月08日 | コードハッカー           | 早押しカラー分析         | ディスクシューター       |
| 12月15日 | 眼力トレーニング         | ウルトラどっち           | ディスクシューター       |
| 12月22日 | コードハッカー           | なぞときドジー           | どちゃだま特別訓練       |
| 2015年   | 月曜日                   | 火曜日                   | 水曜日                   |
| 01月19日 | コードハッカー           | 早押しカラー分析         | ディスクシューター       |
| 02月02日 | コードハッカー           | ウルトラどっち           | どちゃだま特別訓練       |
| 03月30日 | ディスクシューター       | 早押しカラー分析         | コードハッカー           |
| 04月06日 | ディスクシューター       | 眼力トレーニング         | コードハッカー           |
| 04月13日 | ディスクシューター       | 眼力トレーニング         | 選択!見やぶれ!どっち     |
| 04月27日 | ディスクシューター       | 早押しカラー分析         | 眼力トレーニング         |
| 05月04日 | ディスクシューター       | 眼力トレーニング         | コードハッカー           |
| 05月11日 | ディスクシューター       | 眼力トレーニング         | 選択!見やぶれ!どっち     |
| 05月18日 | ディスクシューター       | 早押しカラー分析         | コードハッカー           |
| 06月01日 | ディスクシューター       | 眼力トレーニング         | コードハッカー           |
| 06月08日 | ディスクシューター       | コードハッカー           | 眼力トレーニング         |
| 06月15日 | ディスクシューター       | 早押しカラー分析         | コードハッカー           |
| 06月29日 | ディスクシューター       | コードハッカー           | どちゃだま特別訓練       |
| 07月06日 | ディスクシューター       | 眼力トレーニング         | 選択!見やぶれ!どっち     |
| 09月07日 | ディスクシューター       | 早押しカラー分析         | コードハッカー           |
| 09月14日 | ディスクシューター       | コードハッカー           | 眼力トレーニング         |
| 09月28日 | ディスクシューター       | コードハッカー           | 眼力トレーニング         |
| 10月05日 | ディスクシューター       | 眼力トレーニング         | 早押しカラー分析         |
| 10月12日 | ディスクシューター       | コードハッカー           | 眼力トレーニング         |
| 10月19日 | ディスクシューター       | 早押しカラー分析         | コードハッカー           |
| 10月26日 | ディスクシューター       | 眼力トレーニング         | コードハッカー           |
| 11月09日 | ディスクシューター       | コードハッカー           | 眼力トレーニング         |
| 11月16日 | ディスクシューター       | 早押しカラー分析         | コードハッカー           |
| 11月23日 | ディスクシューター       | 眼力トレーニング         | どちゃだま特別訓練       |
| 12月07日 | ディスクシューター       | コードハッカー           | 眼力トレーニング         |
| 12月14日 | ディスクシューター       | 早押しカラー分析         | 選択!見やぶれ!どっち     |
| 12月28日 | NHK紅白歌合戦特別訓練    | NHK紅白歌合戦特別訓練    | NHK紅白歌合戦特別訓練    |
| 12月28日 | めしどき むしゃりずむ    | 女々しくて               | ありがとう               |
| 2016年   | 月曜日                   | 火曜日                   | 水曜日                   |
| 01月11日 | ディスクシューター       | コードハッカー           | 眼力トレーニング         |
| 01月18日 | ディスクシューター       | 眼力トレーニング         | コードハッカー           |
| 02月01日 | ディスクシューター       | コードハッカー           | 眼力トレーニング         |
| 02月08日 | ディスクシューター       | 眼力トレーニング         | コードハッカー           |
| 02月15日 | ディスクシューター       | コードハッカー           | 眼力トレーニング         |
| 02月22日 | ディスクシューター       | 眼力トレーニング         | どちゃだま特別訓練       |
| 04月04日 | ディスクシューター       | コードハッカー           | 眼力トレーニング         |
| 04月11日 | ディスクシューター       | コードハッカー           | 眼力トレーニング         |
| 04月25日 | ディスクシューター       | 早押しカラー分析         | コードハッカー           |
| 05月09日 | ディスクシューター       | コードハッカー           | 眼力トレーニング         |
| 05月16日 | ディスクシューター       | 眼力トレーニング         | コードハッカー           |
| 05月23日 | ディスクシューター       | 眼力トレーニング         | 早押しカラー分析         |
| 05月30日 | ディスクシューター       | コードハッカー           | どちゃだま特別訓練       |
| 06月13日 | ディスクシューター       | 眼力トレーニング         | コードハッカー           |
| 06月20日 | ディスクシューター       | コードハッカー           | 眼力トレーニング         |
| 06月27日 | ディスクシューター       | 早押しカラー分析         | コードハッカー           |
| 07月04日 | ディスクシューター       | 眼力トレーニング         | コードハッカー           |
| 09月12日 | ディスクシューター       | コードハッカー           | 眼力トレーニング         |
| 09月19日 | ディスクシューター       | 眼力トレーニング         | コードハッカー           |
| 09月26日 | ディスクシューター       | コードハッカー           | どちゃだま特別訓練       |
| 10月10日 | ディスクシューター       | 早押しカラー分析         | 眼力トレーニング         |
| 10月17日 | ディスクシューター       | 眼力トレーニング         | コードハッカー           |
| 10月24日 | ディスクシューター       | コードハッカー           | 眼力トレーニング         |
| 11月07日 | ディスクシューター       | コードハッカー           | 眼力トレーニング         |
| 11月14日 | ディスクシューター       | 早押しカラー分析         | コードハッカー           |
| 11月21日 | ディスクシューター       | 眼力トレーニング         | コードハッカー           |
| 12月05日 | ディスクシューター       | 早押しカラー分析         | コードハッカー           |
| 12月12日 | ディスクシューター       | 眼力トレーニング         | どちゃだま特別訓練       |
| 2017年   | 月曜日                   | 火曜日                   | 水曜日                   |
| 01月09日 | ディスクシューター       | コードハッカー           | 眼力トレーニング         |
| 01月16日 | ディスクシューター       | 早押しカラー分析         | 眼力トレーニング         |
| 01月30日 | ディスクシューター       | 眼力トレーニング         | コードハッカー           |
| 02月06日 | ディスクシューター       | コードハッカー           | 眼力トレーニング         |
| 02月13日 | ディスクシューター       | コードハッカー           | 眼力トレーニング         |
| 02月20日 | ディスクシューター       | 眼力トレーニング         | どちゃだま特別訓練       |
| 02月27日 | 黄金のどちゃだま特別訓練 | 黄金のどちゃだま特別訓練 | 黄金のどちゃだま特別訓練 |
| 02月27日 | にっぽん・なんばあず     | めしどき むしゃりずむ    | たりないドアー           |

茶の間戦士レベルアップ大作戦
木曜日放送。
| 回 | 放送日         | 特別出演                             |
| -- | -------------- | ------------------------------------ |
| 1  | 2015年02月12日 | 小澤竜心、林武尊、飯島緋梨           |
| 2  | 2015年09月03日 | 辻村晃佑、瀧澤翼、飯島緋梨、原田明莉 |
| 3  | 2016年09月08日 | 原口あきまさ                         |
| 4  | 2016年12月22日 | 茂木淳一                             |

## イベント
| 期間別 | 大! - Let's - YOU |

- NHK文化祭2014 Let's天才てれびくん 異次元獣撃退訓練に参加しよう!
期間：2014年11月1日
地域：東京都渋谷区
会場：NHK放送センター スタジオ511
- NHK横浜感謝祭2015
期間：2015年2月28日
地域：神奈川県横浜市中区
会場：NHK横浜放送局
- 放送90年 きてみて体感!NHK Let's天才てれびくん「大野課長とてれび戦士がやってくる!」
期間：2015年8月29日
地域：愛知県名古屋市東区
会場：NHK名古屋放送センタービル
- 救急の日2015 NHK「Let's天才てれびくん」プレゼンツ 蝶野教官&てれび戦士と応急手当を学ぼう!
期間：2015年9月6日
地域：東京都港区
会場：アクアシティお台場
備考：当日のNHKニュースでイベントの模様を一部放送。
- NHK横浜感謝祭「まれ」ファンミーティング 「Let's天才てれびくん」スペシャルステージ
期間：2015年9月13日
地域：神奈川県横浜市中区
会場：横浜赤レンガ倉庫
- NHK文化祭2015 Let's天才てれびくん 異次元獣撃退訓練に参加しよう!
期間：2015年10月31日 - 11月1日
地域：東京都渋谷区
会場：NHK放送センター スタジオ511
- Let's天才てれびくんワールド in 仙台
期間：2016年1月10日 - 1月11日
地域：宮城県仙台市青葉区
会場：NHK仙台放送局
- Let's天才てれびくん 大野課長 in 岡山
期間：2016年7月23日
地域：岡山県岡山市北区
会場：NHK岡山放送局
- きてみて体感!NHK Let's天才てれびくん「大野課長とてれび戦士がやってくる!」
期間：2016年8月27日
地域：愛知県名古屋市東区
会場：NHK名古屋放送センタービル
- Let's天才てれびくん 大野課長 in 山形
期間：2016年10月1日
地域：山形県山形市
会場：NHK山形放送局
- BKワンダーランド Let's天才てれびくん大野課長とてれび戦士がやってくる!
期間：2016年10月29日
地域：大阪府大阪市中央区
会場：NHK大阪放送局
- NHK文化祭 Let's天才てれびくんステージショー「特別ミッション Let'sどちゃもん研究!」
期間：2016年11月5日
地域：東京都渋谷区
会場：NHKみんなの広場ふれあいホール